# Ric Flair
Richard Morgan Fliehr (ur. 25 lutego 1949 jako Fred Phillips, Fred Demaree lub Fred Stewart) – amerykański wrestler posługujący się pseudonimem Ric Flair. W czasie swojej prawie trzydziestodziewięcioletniej kariery występował w organizacjach National Wrestling Alliance (NWA), World Championship Wrestling (WCW), World Wrestling Federation / Entertainment (WWF, później WWE) i Total Nonstop Action (TNA).
W latach 1981–1992 sześciokrotnie został wyróżniony przez magazyn Pro Wrestling Illustrated jako najlepszy wrestler. Jest rekordowym, dziewięciokrotnym mistrzem NWA World Heavyweight i rekordowym ośmiokrotnym mistrzem WCW World Heavyweight. WWE uznaje go za rekordowego, szesnastokrotnego mistrza świata, wliczając w to jego dwa panowania jako mistrz WWF. W rzeczywistości liczba jego panowań z tytułami o statusie światowym (mającymi World w nazwie) wynosi od 16 do 25 w zależności od sposobu ich uznawania. On sam uważa się za 21-krotnego mistrza świata.
Przez większą część swojej kariery był heelem. Zdobywał mistrzostwa dzięki oszustwom. Słynął z lekkodusznego charakteru, radosnego wycia i braku szacunku do przeciwników. Nazywano go najbrudniejszym zawodnikiem w grze. Swój pseudonim The Nature Boy przejął po zawodniku, którym się inspirował i którego później pokonał w walce, Buddym Rogersie. Razem z innymi heelami tworzył grupę The Four Horsemen. Pod koniec swojej kariery i na emeryturze wspomagał rozwój kariery wrestlerskiej swoich dzieci, córki Charlotte oraz synów Davida i Reida.
Należy do kilku galerii sławy, w tym do: NWA Hall of Fame, Professional Wrestling Hall of Fame and Museum i St. Louis Wrestling Hall of Fame. Jest jedyną osobą przyłączoną do WWE Hall of Fame dwukrotnie – raz indywidualnie i raz jako członek grupy The Four Horsemen.

## Wczesne życie

### Narodziny i adoptowana rodzina

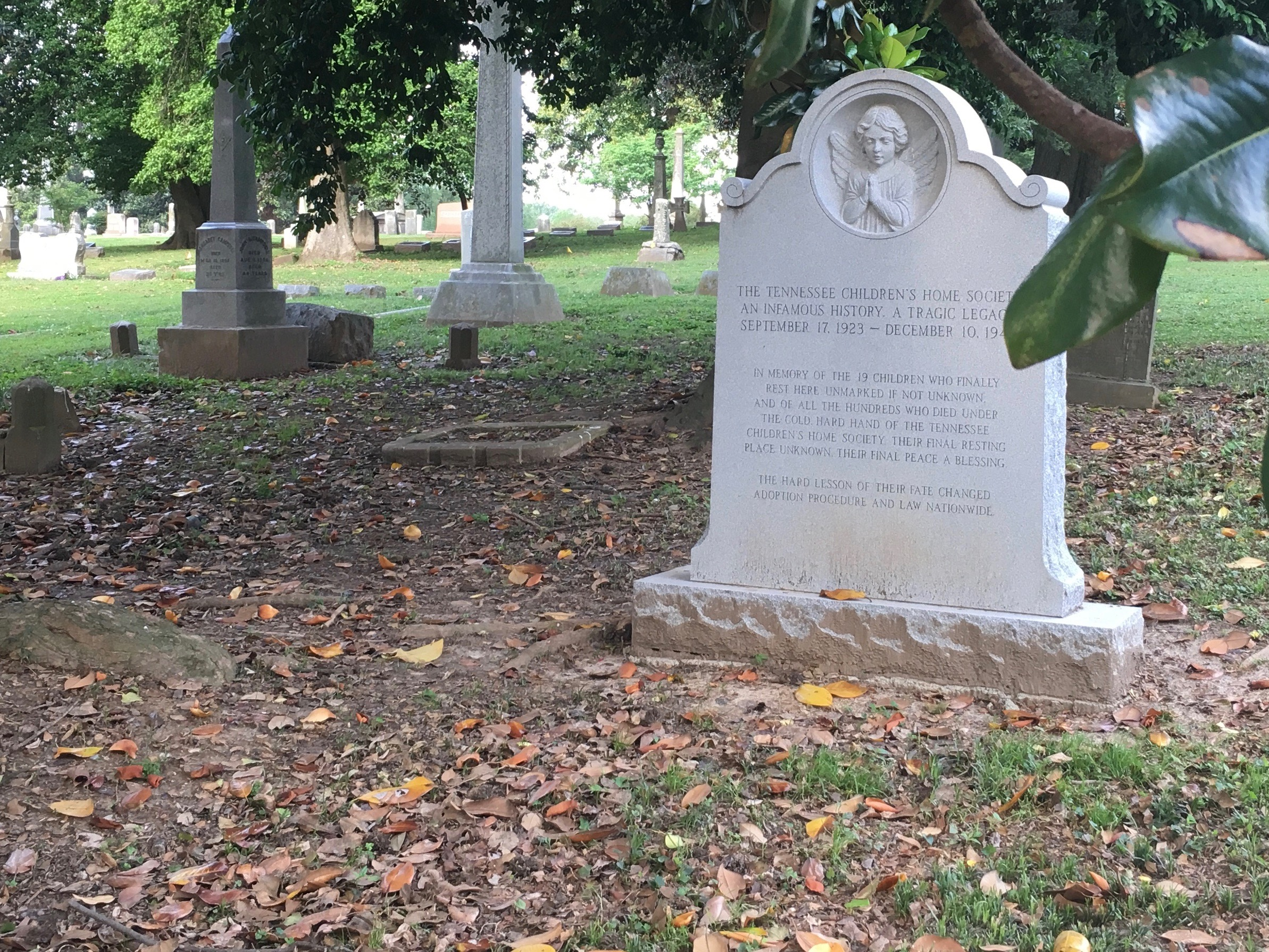
Pomnik upamiętniający ofiary domu dziecka, w którym został umieszczony Ric Flair

Urodził się 25 lutego 1949 w Memphis, w stanie Tennessee. Według różnych dokumentów nazywał się Fred Phillips, Fred Demaree lub Fred Stewart. Jego matka nazywała się Olive Phillips, Olive Demaree lub Olive Stewart. Jako biologiczny ojciec, w dokumentach figuruje Luther Phillips. Tuż po narodzinach został porzucony, a sąd orzekł zaniedbanie i 12 marca 1949 umieścił go w domu dziecka Tennessee Children’s Home Society. Ośrodek ten zasłynął później ze scamu – niewyedukowanym, nieumiejącym czytać, często będącym jeszcze pod wpływem narkozy kobietom wmawiano w szpitalach, że poroniły i podawano do podpisania dokumenty, które tak naprawdę były wyrazem zgody na oddanie dziecka do adopcji. Ric Flair wierzy, że jego biologiczna matka mogła paść ofiarą tego przekrętu.
18 marca 1949 roku został adoptowany przez Richarda Reida „Dicka” Fleihera oraz Kathleen Virginię „Kay” Fleiher z domu Kinsmiller, którzy nadali mu imię Richard Morgan Fliehr. Rodzina początkowo mieszkała przy ulicy 6439 Devereaux w Detroit. Następnie przeprowadzili się do Ediny w Minnesocie. Richard Morgan Fliehr wychowywał się w pełni świadomy faktu, że został adoptowany.
W młodości Fleiher był fanem wrestlingu i oglądał w telewizji gale American Wrestling Association. W każde urodziny ojciec zastępczy zabierał go na walki wrestlerów.

### Edukacja

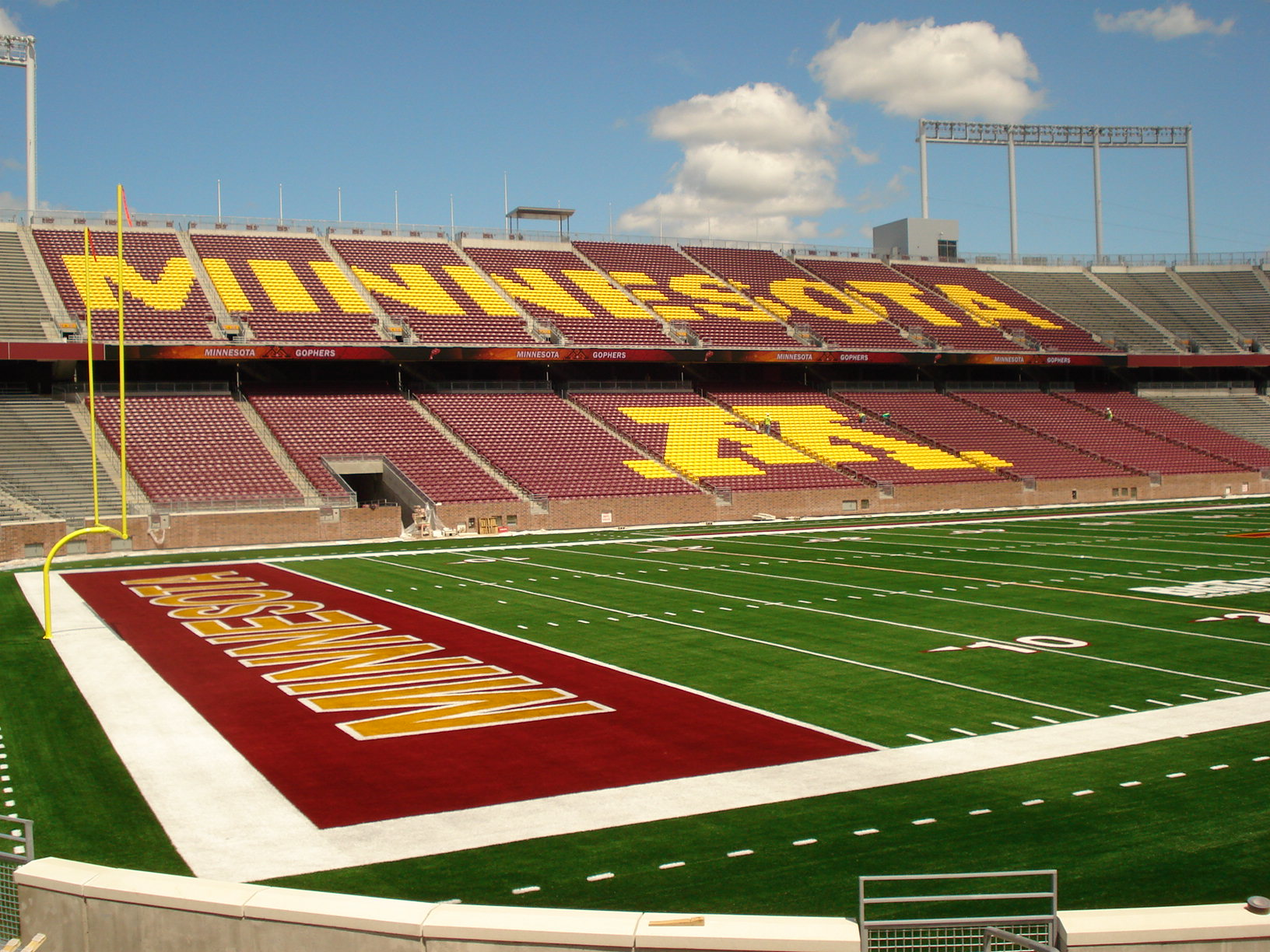
Stadion uniwersytecki, na którym trenował Ric Flair w czasie studiów

Po ukończeniu szkoły podstawowej w 1963, rozpoczął naukę w liceum przy Wayland Academy, w Beaver Dam w stanie Wisconsin. W tym czasie trenował pchnięcie kulą, zapasy, podnoszenie ciężarów i futbol amerykański. Grał na pozycji środkowego linebackera i obrońcy. W 1966 i 1967 był mistrzem wagi ciężkiej w zapasach w zawodach prywatnych szkół Wisconsin. Latem pracował między innymi jako ratownik na basenie w Minnesocie. Ukończenie liceum zajęło mu 5 lat.
W 1968 roku trener Mike McGee rekrutował Richarda Morgana Fliehra na Uniwersytet Minnesoty w ramach stypendium futbolowego. Fliehr grał w drużynie Minnesota Golden Gophers na pozycji guarda. Należał do bractwa studenckiego Phi Delta Theta. Po pierwszym roku nauki miał słabe stopnie i w 1969 musiał uczęszczać do letniej szkoły, którą opuszczał, w związku z czym nie zezwolono mu na dalszą grę w drużynie futbolowej. Porzucił studia po kolejnym semestrze, jesienią.
Po porzuceniu studiów pracował jako agent ubezpieczeniowy. W ciągu jednego roku zarobił 30 tysięcy dolarów. Był też ochroniarzem w klubie George’s in the Park w Minneapolis.

## Kariera wrestlerska
Trenował swojego syna Reida Flaira, a także Scotta McGhee i Stana Lane’a.

### Trening (1972)
Pracując w klubie poznał Kena Paterę, wówczas strongmana, który zawodowo trenował podnoszenie ciężarów. Fliehr trenował razem z Paterą i pomagał mu w przygotowaniach przed zawodami na Letnich Igrzyskach Olimpijskich w 1972. Po igrzyskach Verne Gagne zaproponował kilku olimpijczykom trening wrestlingu. Dzięki wstawiennictwu Patery w treningu pozwolono wziąć udział także Fliehrowi. Zimą Richard Morgan Fliehr, Greg Gange (syn Verne’a Gagne’a), Jim Brunzell, The Iron Sheik i Ken Patera wzięli udział w pierwszym obozie wrestlingowym Verne’a Gagne’a.

### American Wrestling Association (1972–1974)
Fliehr był trenowany przez Billy’ego Robinsona i Verne’a Gagne’a. Przyjął pseudonim ringowy Ric Flair i debiutował w ringu 10 grudnia 1972 w Rice Lake, w stanie Minnesota, w organizacji American Wrestling Association (AWA). Jego pierwszym przeciwnikiem był George „Scrap Iron” Gadaski. Ich walka zakończyła się remisem z powodu upływu czasu po 10 minutach. Przez większość swojego pobytu w AWA Flair był jobberem. W tym czasie po raz pierwszy zmierzył się z takimi wrestlerami jak Lord Blears, Jim Brunzell, Greg Gagne, Pepper Gomez, Rene Goulet, Larry Hennig, Kenny Jay, Ivan Koloff, Ken Patera, Paul Perschmann, Roddy Piper, Geoff Portz, Ivan Putski, Ricky Romero, Chris Taylor, Jimmy Valiant, Khosrow Vaziri, Baron von Raschke i Buddy Wolfe. Po dwóch latach opuścił AWA.

### National Wrestling Alliance: Mid Atlantic Wrestling (1974–1991)

#### Wypracowanie własnego stylu
W 1974 roku przeniósł się do Charlotte w Karolinie Północnej, gdzie rozpoczął karierę w organizacji Mid-Atlantic Championship Wrestling, które było środkowoatlantyckim terytorium ligi National Wrestling Alliance. Przed swoim pierwszym występem w organizacji przefarbował swoje brązowe włosy na blond, chcąc upodobnić się do takich wrestlerów jak Dusty Rhodes i Superstar Billy Graham. Zaadaptował też przydomek Nature Boy (pl. Chłopiec Natury), który miał odzwierciedlać jego charakter - w ringu zawsze zachowywał się swobodnie, jakby dobrze się bawił, i miał w zwyczaju wyć z radości. Swoje pierwsze walki wygrywał finisherem Elbow Drop lub Top Rope Knee Drop, ale później już do końca kariery charakterystyczny dla niego stał się chwyt Figure Four Leg Lock. W dużym stopniu inspirował się Buddym Rogersem, na którym wzorował swój wygląd, charakter i styl walki.

#### Walki o drugorzędne mistrzostwa (1974–1977)
4 lipca razem z Ripem Hawkiem pokonał tag team Paula Jonesa i Boba Bruggersa w walce o mistrzostwo NWA Mid-Atlantic Tag Team Championship. Dla Hawka było to piąte zdobycie tego tytułu. Ich panowanie mistrzowskie zakończyło się 6 grudnia 1974, w wyniku przegranej walki o przeciwko Paulowi Jonesowi i Tigerowi Conwayowi Jr..
8 lutego 1975 pokonał Paula Jonesa wygrywając tym samym swój pierwszy indywidualny pas mistrzowski, NWA Mid-Atlantic Television Championship. 8 sierpnia stracił go w wyniku przegranej walki rewanżowej. 20 września pokonał Wahoo McDaniela w walce o pas NWA Mid-Atlantic Heavyweight Championship.
4 października 1975 przeżył wypadek lotniczy wraz z Johnnym Valentine’em, Bobem Bruggersem i Mr. Wrestlingiem. W wypadku złamał sobie kręgosłup w trzech różnych miejscach i na początku usłyszał od lekarzy, że już nigdy nie będzie mógł uprawiać wrestlingu. W czasie leczenia i rehabilitacji otrzymał od fanów wiele kartek z życzeniami szybkiego powrotu do zdrowia. Flair jednak zamiast podziękować, porwał kartki w telewizji aby przypomnieć widzom, że jest heelem.
W styczniu 1976 powrócił do udziału w walkach i kontynuował swoją rywalizację z Wahoo McDanielem. 3 maja został pokonany przez rywala w walce o tytuł NWA Mid-Atlantic Heavyweight Championship. Flair pokonał McDaniela i odzyskał mistrzostwo 24 maja. Następnie znów został pokonany przez rywala w walce o tytuł 11 września i odzyskał pas pokonując McDaniela 16 października. Od listopada tworzył tag team z Gregiem „The Hammer” Valentine’em. Obaj wspólnie rywalizowali z Ole i Gene’em Anderson, którzy posiadali mistrzostwo drużynowe NWA World Tag Team Championship. 26 grudnia Flair i Valentine pokonali rywali i przejęli mistrzostwo. 27 grudnia Flair przegrał z McDanielem walkę o mistrzostwo NWA Mid-Atlantic Heavyweight Championship.
4 kwietnia 1977 pokonał mistrza Rufusa R. Jonesa w walce o pas NWA Mid-Atlantic Television Championship. 8 maja drużyna The Andersons (Ole i Gene Anderson) pokonała tag team Flaira i Grega Valentine’a, czym odzyskała mistrzostwo drużynowe NWA World Tag Team Championship. 15 czerwca Flair został pokonany przez Ricky’ego Steamboata w walce o NWA Mid-Atlantic Television Championship.

#### Pięć panowań jako mistrz USA (1977–1981)

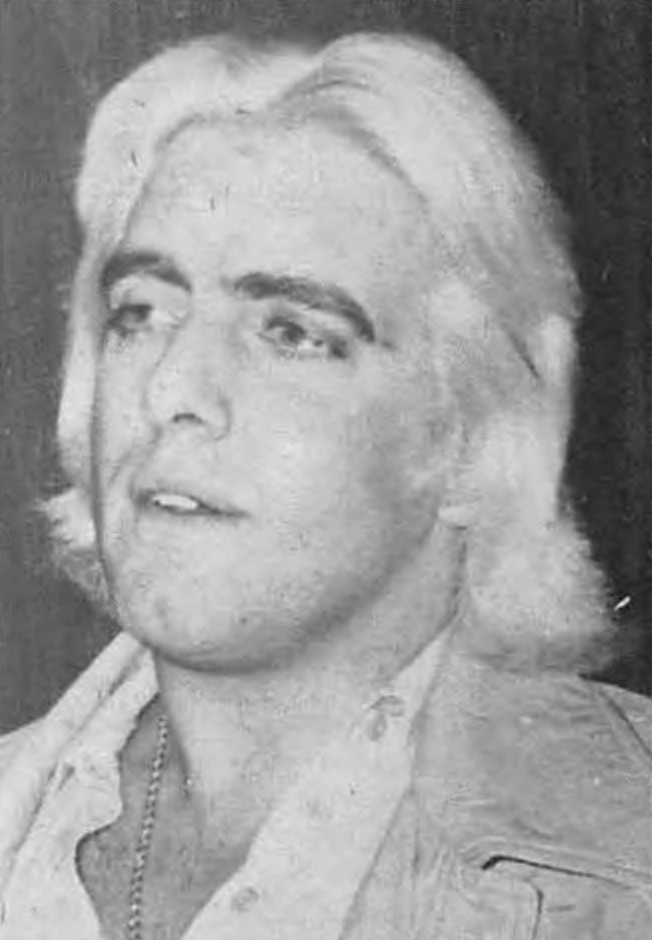
Ric Flair w 1979 roku

Flair zawiązał sojusz z Gregiem Valentine’em oraz Blackjackiem Mulliganem i w tym składzie rywalizował z Wahoo McDanielem, Rickym Steamboatem, Paulem Jonesem i drużyną The Andersons (Ole i Gene Anderson). 30 czerwca on i Valentine pokonali Dina Bravo i Tigera Conwaya Juniora w walce o NWA Mid-Atlantic Tag Team Championship, a 29 lipca Flair pokonał mistrza Boba Brazila, przejmując w ten sposób środkowoatlantycką wersję NWA United States Heavyweight Championship. W tym momencie pojawiły się oznaki niezgody między Flairem, a Mulliganem. 22 sierpnia Paul Jones i Ricky Steamboat pokonali Flaira i Valentina przejmując w ten sposób NWA Mid-Atlantic Tag Team Championship. Następnie 21 października Ricky Steamboat pokonał Flaira w walce o NWA United States Heavyweight Championship. 30 października Flair wraz z Valentine’em ponownie pokonali tag team The Andersons w walce o NWA World Tag Team Championship.
W kwietniu 1978 Flair i Greg Valentine zostali pozbawieni przez organizację mistrzostwa NWA World Tag Team Championship. 23 kwietnia wzięli udział w turnieju o utracone mistrzostwo, ale odpadli w pierwszej rundzie przegrywając z André the Giantem i Wahoo McDanielem. 30 października Flair i Big John Studd pokonali panujących mistrzów, Paula Jonesa i Ricky’ego Steamboata, w walce o mistrzostwo NWA Mid-Atlantic Tag Team Championship, jednak przegrali walkę rewanżową 5 listopada i stracili tytuły.
9 kwietnia 1978 Flair pokonał Mr. Wrestlinga i zdobył mistrzostwo NWA United States Heavyweight Championship. Tego dnia doszło do kłótni między nim, a Blackjackiem Mulliganem. Po tym jak Flair okazał Mulliganowi brak szacunku niszcząc jego kapelusz kowbojski, Mulligan w oczach widzów stał się face’em i w odpowiedzi podarł ozdobne szaty rywala. Flair nasłał na Mulligana łowców nagród i nigdy nie przegrał z nim walki o jakikolwiek tytuł. Jesienią powrócił do rywalizacji z Rickym Steamboatem. 17 grudnia Steamboat pokonał go w walce o NWA United States Heavyweight Championship.
1 kwietnia 1979 pokonał Ricky’ego Steamboata w walce o środkowoatlantycką wersję WA United States Heavyweight Championship. Jednak tej samej wiosny obaj pogodzili się i połączyli siły przeciwko wspólnemu rywalowi, Paulowi Jonesowi. Od tego momentu Flair był face’em. Razem ze Steamboatem próbował pokonać Jonesa i barona Von Raschke w walce o NWA World Tag Team Championship, ale bez skutku. Latem został niespodziewanie poniżony i pobity przez swojego idola, Buddy’ego Rogersa. Rogers dłużej posługiwał się pseudonimem Nature Boy, a jego postać była główną inspiracją dla Rica Flaira. 8 lipca w Greensboro w stanie Karolina Północna Ric Flair wygrał ostateczną walkę przeciwko Buddy’emu Rogersowi, reklamowaną jako Battle of the Nature Boys. Aby pokonać przeciwnika użył charakterystycznego dla obu wrestlerów finishera Figure-Four Leglock. Po walce Flair wypowiedział po raz pierwszy swoje motto, To be The Man, you have to beat The Man (pl. Aby być mężczyzną trzeba pokonać mężczyznę). Ponieważ Rogers miał problemy ze zdrowiem, nie rywalizował więcej z Flairem w ringu, tylko został managerem takich heelów jak Jimmy Snuka, Big John Studd i Ken Patera, których nasyłał na Flaira. Wkrótce Flair pojednał się z Blackjackiem Mulliganem. 8 sierpnia razem zdobyli NWA World Tag Team Championship pokonując barona von Raschke i Paula Jonesa. Flair na znak swojego oddania oraz szacunku wobec partnera zwakował NWA United States Heavyweight Championship 12 sierpnia. Obaj przegrali jednak tytuły wraz z walką rewanżową 22 sierpnia.
W 1980 jego głównym celem było odebranie środkowoatlantyckiej wersji mistrzostwa NWA United States Heavyweight Championship Jimmy’emu Snuce. Udało mu się to 19 kwietnia. Następnie utworzył tag team z Gregiem Valentine’em aby wspólnie rywalizować przeciwko Snuce i The Iron Sheikowi. W trakcie jednej z walk Greg Valentine niespodziewanie zwrócił się przeciwko swojemu partnerowi i złamał mu nos laską. 26 lipca Valentine pokonał Flaira w walce o mistrzostwo NWA United States Heavyweight, ale Flair odzyskał mistrzostwo pokonując Valentine’a 24 listopada. Tak zaczęło się piąte panowanie Flaira.
W 1981 jego największym rywalem był Roddy Piper, który 27 stycznia odebrał mu mistrzostwo NWA United States Heavyweight Championship pokonując go w walce, którą wygrał używając niedozwolonego przedmiotu. Flair w ramach rywalizacji wielokrotnie walczył z Piperem, a także z jego poplecznikami, Gregiem Valentine’em, Ivanem Koloffem, Ole Andersonem i Gene’em Anderson, ale już nie odzyskał tytułu.

#### Pierwsze panowanie jako mistrz świata (1981–1984)

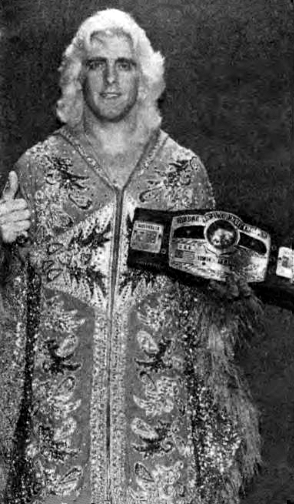
Ric Flair z mistrzostwem NWA World Heavyweight Championship w 1982 roku

17 września 1981 Flair zdobył najwyższe mistrzostwo ligowe, NWA World Heavyweight Championship, pokonując dotychczasowego mistrza, Dusty’ego Rhodesa. Od tej pory podróżował po różnych terytoriach NWA, aby bronić tytułu w walkach z takimi pretendentami jak Ted DiBiase, Austin Idol, Bruiser Brody, Ole Anderson, Dusty Rhodes, Paul Orndorff, Tommy Rich, Billy Jack Haynes, Kerry Von Erich, Jerry “The King” Lawler i Bob Backlund.
29 sierpnia 1982, w Republice Dominikany, lokalny wrestler Jack Veneno pokonał Flaira w walce o tytuł. Walka była chaotyczna. Interweniowali w niej Roddy Piper i ochrona areny z bronią palną. Veneno zdecydował się jednak zwrócić tytuł Flairowi, a zmiana tytułu nie jest uznawana przez NWA. 25 grudnia, na gali Christmas Night Star Wars w Teksasie, Flair miał bronić tytułu w walce w stalowej klatce przeciwko Kerry’emu Von Erichowi. Sędzią w tej walce był Michael “PS” Hayes, a wejścia do klatki pilnował Terry Gordy – obaj tworzyli na co dzień tag team The Fabulous Freebirds. Mistrz ciągle kłócił się z sędzią, więc Hayes zaczął pomagać pretendentowi wygrać. Kerry von Erich sprzeciwił się, nie chcąc oszukiwać, więc zaatakował Freebirdsów. Dla Flaira był to koniec udziału w tym wątku, ale dla teksańskiego terytorium NWA był to początek wieloletniej rywalizacji między The Fabulous Freebirds, a rodziną Von Erich.
6 stycznia 1983 w San Juan przegrał pas w walce z Carlosem Colonem, zawodnikiem portorykańskiej organizacji wrestlingu, World Wrestling Council (WWC). Walka nie została uznana za ważną przez National Wrestling Alliance, a starcie nie było emitowane w telewizji, ale Colone uznał, że skoro udało mu się pokonać mistrza świata NWA, to posiadany przez niego regionalny pas WWC World Heavyweight Championship jest bardziej prestiżowy. WWC zmieniło nazwę swojego najwyższego mistrzostwa na WWC Universal Heavyweight Championship, czyli mistrzostwo wszechświata.
8 lutego 1983 Victor Jovica pokonał Rica Flaira w Trynidad w walce o mistrzostwo NWA. Stało się tak jednak w wyniku błędu, więc NWA nie uznało wyniku walki i stwierdziło, że w chwili przypinania przeciwnika Jovica miał nogi na linach ringu, co jest zabronione.
9 lutego 1983 Flair został pokonany w walce o mistrzostwo przez zamaskowanego wrestlera o pseudonimie The Midnight Rider. Po walce sędzia nakazał odsłonić twarz. Okazało się, że pod maską krył się Dusty Rhodes. Ponieważ Rhodes był w tym czasie zawieszony, walka i zmiana mistrza zostały uznane za nieważne.

#### Utraty, odzyskania i obrony tytułu światowego w 1984
10 czerwca Handsome Harley Race pokonał Rica Flaira i przejął jego tytuł w Saint Louis, w stanie Missouri, a potem zaoferował nagrodę każdemu, kto wyeliminuje poprzedniego mistrza ze świata wrestlingu. W walce rewanżowej Ric Flair został zaatakowany przez Dirty Dicka Slatera i Boba Ortona Jr., którego dotąd uważał za najlepszego przyjaciela.
15 lipca, w Saint Louis w Missouri, wziął udział w turnieju o wakatowane mistrzostwo NWA Missouri Heavyweight i wygrał. Pokonał w kolejnych rundach Boba Browna, George’a Wellsa, Jerry’ego Blackwella, Butcha Reeda, a w finale Davida von Ericha. Mistrzostwo stracił jednak 16 września przegrywając walkę z Davidem von Erichem.
24 listopada 1984 na gali Starrcade pokonał Race’a w walce typu Cage match i odzyskał mistrzostwo NWA World Heavyweight. Był to pierwszy raz kiedy ten tytuł zmienił posiadacza w wyniku walki w klatce. 21 marca Harley Race pokonał Rica Flaira i odzyskał mistrzostwo NWA World Heavyweight w Nowej Zelandii. Flair ponownie przejął mistrzostwo pokonując Race’a 23 marca w Singapurze. Obie te zmiany nie są jednak uznawane przez NWA. 6 maja Kerry von Erich pokonał Flaira w walce o mistrzostwo w Irving w stanie Teksas. Ta walka odbyła się w trakcie wydarzenia ku czci zmarłego trzy miesiące wcześniej brata nowego mistrza, Davida Von Ericha. Wkrótce jednak Flair odzyskał mistrzostwo w pojedynku rewanżowym 24 maja w Japonii. Posiadał pas przez kolejne dwa lata, skutecznie broniąc go w pojedynkach między innymi przeciwko Ricky’emu Steamboatowi, Wahoo McDanielowi, Stanowi Hansenowi, Sergeantowi Slaughterowi i Ronowi Garvinowi.
23 czerwca 1984 wziął udział w turnieju o zwakowany pas NWA Texas Heavyweight Championship w San Antonio w Teksasie. Pokonał w kolejnych rundach Kevina von Ericha i Jules’a Strongbowa. W ten sposób doszedł do finału, ale przegrał walkę z drugim finalistą, Gino Hernandezem.
30 czerwca 1984 na gali Lords Of The Ring przegrał z Dustym Rhodesem walkę o ceremonialny pas. Wkrótce obaj zmierzyli się na gali Starrcade w starciu o należące do Flaira mistrzostwo NWA World Heavyweight. Pojedynek zakończył się w kontrowersyjnych okolicznościach. Gościnny sędzia Joe Frazier, z zawodu bokser, ogłosił przegraną Rhodesa z powodu nadmiernego krwawienia. Jest to prawidłowa reakcja sędziego w boksie zawodowym, ale nietypowa dla wrestlingu.

#### Początki grupy The Four Horsemen (1985–1986)

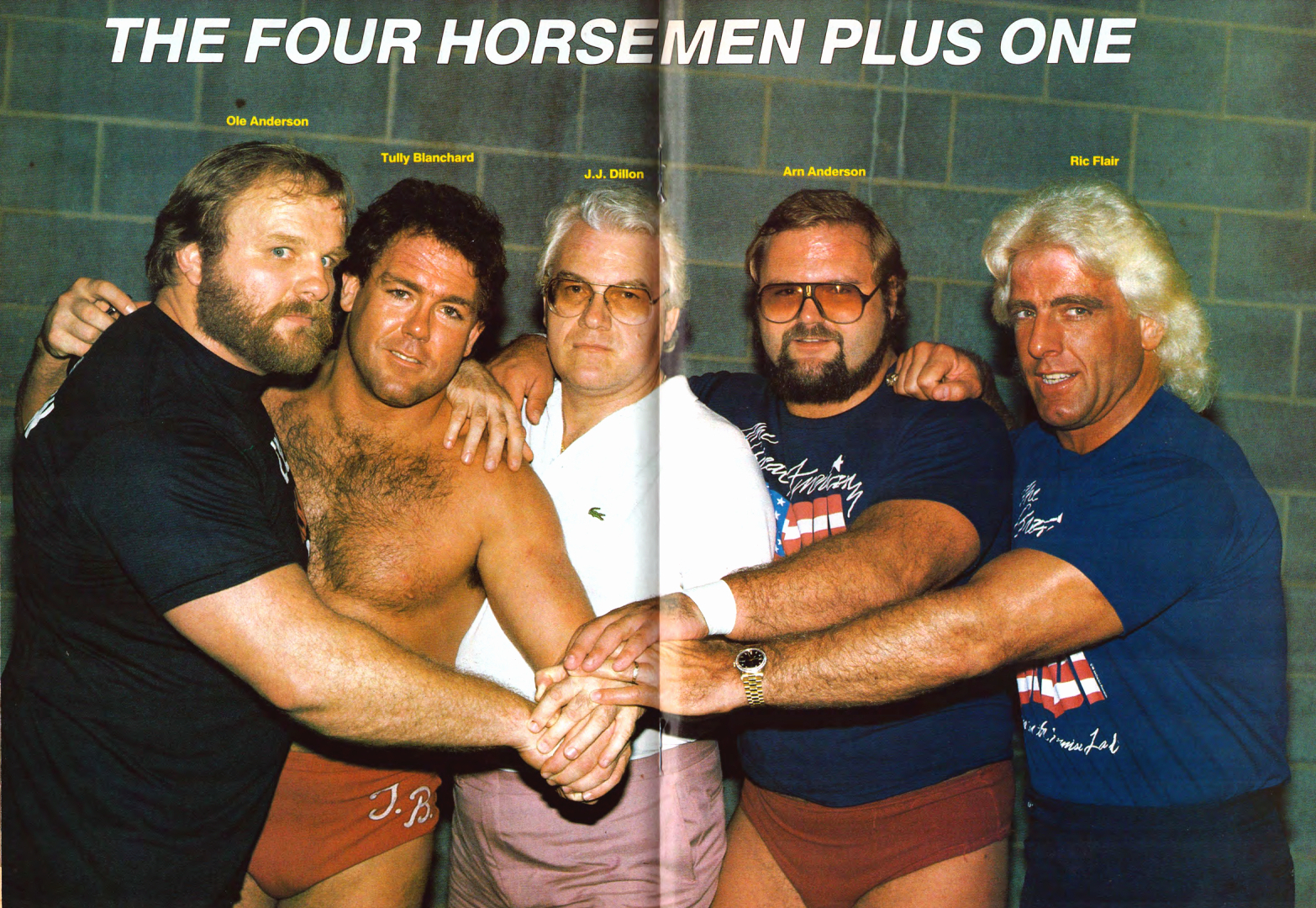
The Four Horsemen w składzie (od lewej): Ole Anderson, Tully Blanchard, menadżer J.J. Dillion, Arn Anderson i Ric Flair

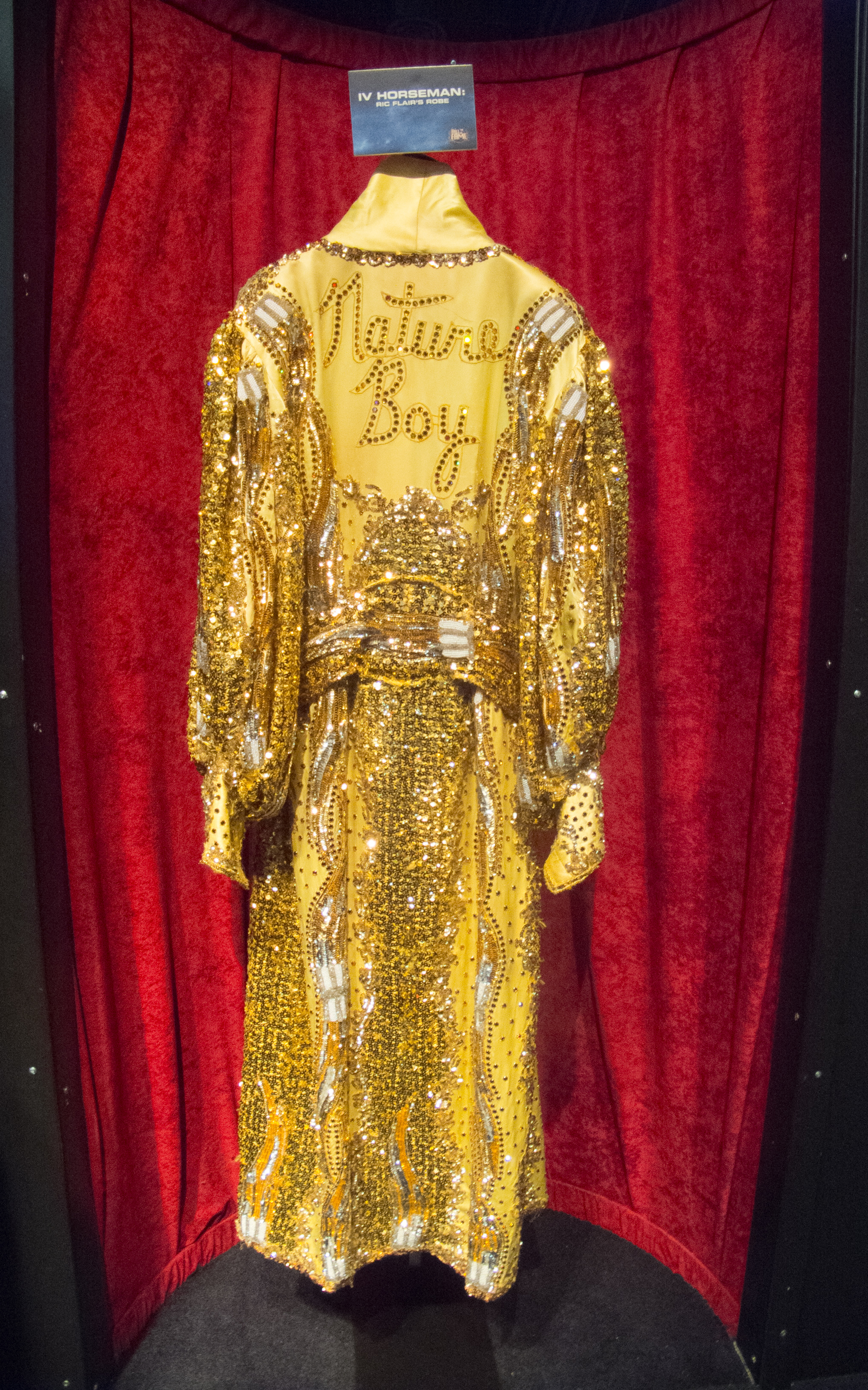
Jedna z szat noszonych przez Rica Flaira gdy był liderem The Four Horsemen

Latem 1985 Ric Flair rywalizował głównie przeciwko rosyjskiemu tag teamowi, Ivanowi i Nikicie Koloff. 6 lipca Flair pokonał Nikitę Koloffa na gali Great American Bash w walce, którą sędziował David Crockett. Kolejnym głównym rywalem Flaira był Magnum T.A., którego pobił i poniżył w ringu, a tydzień później szyderczo zaoferował mu nowy strój, aby mógł wyglądać jak mistrz. Magnum porwał darowane mu ubranie i znokautował mistrza atakiem belly-to-belly suplex. Flair rzucił rywalowi wyzwanie, aby wytrzymał z nim 10 minut pojedynku. Magnum sprostał wyzwaniu i chwilę później został zaatakowany przez Ole i Arna Andersonów, którzy ogłosili, że są kuzynami Flaira.
29 września 1985 Flair obronił tytuł pokonując Nikitę Koloffa w stalowej klatce, ale po walce został zaatakowany przez Nikitę i Ivana Koloffów. Dusty Rhodes ruszył mistrzowi na ratunek, co jednak spotkało się z dezaprobatą Flaira. Mistrz i Andersonowie zamknęli klatkę od środka i wspólnie doprowadzili do kontuzji kostki u nogi Rhodesa. Tego samego dnia w wywiadzie Flair wyraził chęć nawiązania współpracy z odwiecznym rywalem Magnuma, Tullym Blanchardem. 2 października walczył przeciwko Rickowi Martelowi o pas AWA World Championship, ale pojedynek zakończył się remisem przez Count-out.
28 listopada 1985 na gali Starrcade Ric Flair walczył przeciwko Dusty’emu Rhodesowi o mistrzostwo NWA World Heavyweight. Gdy sędzia został znokautowany i leżał przez chwilę nieprzytomny, Ole i Arn Andersonowie wtargnęli na ring i pomogli Flairowi bić przeciwnika. Gdy na ring wszedł nowy sędzia, Rhodes przypiął Flaira i został ogłoszony zwycięzcą oraz nowym mistrzem. Tydzień później wydano jednak nowe oświadczenie, według którego znokautowany sędzia zanim stracił przytomność zdążył zdyskwalifikować Flaira, co zgodnie z zasadami oznacza, że tytuł nie zmienił posiadacza.
Flair zawiązał sojusz z Arnem Andersonem i Tullym Blanchardem, tworząc w ten sposób grupę o nazwie 3 Horsemen (pl. Trzech Jeźdźców). Towarzyszył im też manager Blancharda, J.J. Dillon. Ole Anderson był w tym czasie niedysponowany z powodu kontuzji. Gdy Ole Anderson powrócił, dołączył do grupy, która odtąd była znana jako The Four Horsemen (pl. Czterech Jeźdźców). Nazwa ta nawiązywała do Czterech Jeźdźców Apokalipsy.

#### Rywalizacja z Dustym Rhodesem i Nikitą Koloffem (1986–1987)
W 1986 Ric Flair zgodził się bronić tytułu mistrzowskiego NWA World Heavyweight w czasie trasy związanej z wydarzeniem Great American Bash. Pokonał takich pretendentów jak Wahoo McDaniel, Dusty Rhodes, Nikita Koloff, Ron Garvin, Ricky Morton, Robert Gibson, Hawk i Animal.
2 lutego 1986 na gali MoscaMania Flair pokonał Dusty’ego Rhodesa. 26 lipca 1986 Dusty Rhodes pokonał Flaira w stalowej klatce w Hamilton w kanadyjskiej prowincji Ontario. 7 sierpnia The Four Horsemen użyło składanych krzeseł aby doprowadzić do kontuzji kolana nowego mistrza. To ułatwiło Flairowi walkę rewanżową 9 sierpnia. Flair założył Rhodesowi chwyt Figure-four leglock. Mistrz w chwycie stracił przytomność, co oznaczało jego przegraną i utratę tytułu. Flair przekonał Baby Doll, która była valetem Rhodesa, aby zwróciła się przeciwko Rhodesowi w czasie kolejnej walki obu wrestlerów i dzięki temu obronił tytuł.
Jesienią 1986 JJ Dillon i The Four Horsemen zaatakowali i poniżyli Dusty’ego Rhodesa, gdy ten szedł przez parking. W międzyczasie, po kończącym karierę wypadku Magnuma TA, Nikita Koloff stał się face’em i nowym partnerem Rhodesa. Koloff przyłączył się do rywalizacji, stając po stronie Rhodesa. 27 listopada na gali Starrcade Flair pokonał posiadacza pasa NWA United States Championship, Nikitę Koloffa, w walce, która zakończyła się dyskwalifikacją. Kolejny raz obaj wrestlerzy zmierzyli się ze sobą 15 lutego 1987 na gali MoscaMania 2. Tym razem Koloff wygrał, choć również w wyniku dyskwalifikacji, więc należące do Flaira główne mistrzostwo ligowe nie zmieniło posiadacza.
W 1987 Ole Anderson opuścił grupę The Four Horsemen, ale został zastąpiony przez Lexa Lugera. 4 lipca Ric Flair przewodził swojej drużynie w czasie pierwszej walki typu WarGames match, która miała miejsce w czasie gali Great American Bash. Ric Flair, Arn Anderson, Lex Luger, Tully Blanchard i JJ Dillon przegrali z drużyną, w której składzie byli The Road Warriors (Road Warrior Hawk i Road Warrior Animal), Nikita Koloff, Dusty Rhodes i Paul Ellering. Drużyna Flaira obwiniała za tę porażkę Dillona i wymusiła walkę rewanżową 31 lipca. Tym razem Dillon został zastąpiony przez The War Machine, ale wynik pojedynku był taki sam.

#### Dominacja i schyłek The Four Horsemen (1987–1989)
Latem 1987 Ric Flair rozpoczął rywalizację z Jimmym i Ronem Garvinami. Próbował uwieść Precious, która była żoną i valetem Jimmy’ego Garvina. Podarował jej nawet futro, ale został odrzucony. 11 lipca Flair wyzwał Garvina na pojedynek o randkę z Precious. Walka odbyła się 11 lipca na gali Great American Bash i zakończyła się zwycięstwem Flaira. Zwycięzca czekał na przybycie Precious w pokoju hotelowym, ale zamiast niej na miejsce przybył przebrany za nią Ron Garvin, który wykorzystując nieuwagę Flaira powalił go na ziemię.
25 września 1987 Ron Garvin pokonał Rica Flaira w pojedynku o NWA World Heavyweight Championship w Detroit w stanie Michigan. Flair odzyskał mistrzostwo w walce rewanżowej 26 listopada na gali Starrcade.
W grudniu 1987 Lex Luger odłączył się od grupy The Four Horsemen, chcąc zdobyć tytuł należący do Flaira. W grupie zastąpił go Barry Windham. W tym samym czasie głównym pretendentem do tytułu był Sting. 27 marca 1988 na gali Clash of the Champions I Flair i Sting pojedynkowali się przez godzinę, aż ich starcie zakończyło się remisem. Wkrótce wszyscy czterej członkowie The Four Horseman byli mistrzami: Ric Flair posiadał NWA World Heavyweight Championship, Barry Windham środkowoatlantycką wersję NWA United States Heavyweight Championship, a Arn Anderson i Tully Blanchard NWA Mid-Atlantic Tag Team Championship.
10 lipca 1988 na Great American Bash Flair bronił tytułu w walce przeciwko Lexowi Lugerowi. Pretendent do tytułu umieścił przeciwnika w chwycie Torture rack. Sędzia Tommy Young kazał przerwać walkę. Publiczność i sam Luger myśleli, że pretendent wygrał walkę, ale okazało się, że został zdyskwalifikowany, ponieważ zaczął krwawić. Decyzja sędziego była uważana za kontrowersyjną.
We wrześniu Arn Anderson i Tully Blanchard odeszli z NWA, więc Flair i Barry Windham nazywali odtąd swoją drużynę The Horsemen (pl. Jeźdźcy). 7 grudnia, na gali Clash of the Champions IV: Season's Beatings, The Horsemen pokonali The Midnight Express, a 26 grudnia na Starrcade Flair pokonał Lexa Lugera.
W lutym 1989 Ric Flair i Barry Windham zostali wyzwani na pojedynek przez Eddiego Gilberta i zamaskowanego tajemniczego wrestlera, którym okazał się Ricky Steamboat. Steamboat wygrał walkę dla swojego tag teamu przypinając Flaira. The Horsemen podjęli decyzję o zwolnieniu managera JJ Dillona i zastąpieniu go Hiro Matsudą. 20 lutego Steamboat pokonał Flaira i odebrał mu pas NWA World Heavyweight Championship. Tydzień później drużyna Horseman została rozwiązana po tym jak Matsuda i Windham opuścili NWA. Steamboat wygrał pierwszy rewanż przeciwko Flairowi 2 kwietnia na gali Clash of the Champions VI: Ragin’ Cajun, ale 7 maja na Wrestle War Flair pokonał mistrza i odzyskał tytuł światowy. Po walce Terry Funk, który był jednym z sędziów, zaatakował Flaira i rzucił go na stół, który się załamał. Po tym wydarzeniu Flair był niedysponowany do lipca, ale Sting zdecydował się walczyć w jego imieniu przeciwko heelowi Terry’emu Funkowi.

#### Rywalizacja z Terrym Funkiem, The Great Mutą i Lexem Lugerem (1989)
Ric Flair powrócił 23 lipca 1989 na gali Great American Bash, gdzie pokonał Terry’ego Funka, któremu w narożniku towarzyszył Playboy Gary Hart. Po walce Flair został zaatakowany przez The Great Mutę i uratowany przed nim przez Stinga. 12 września na gali Clash of the Champions VIII: Fall Brawl '89 Sting i Flair pokonali Dicka Slatera i The Great Mutę przez dyskwalifikację. 28 października na Halloween Havoc Sting i Flair w towarzystwie managera Ole Andersona pokonali Terry’ego Funka i The Great Mutę, którym towarzyszył Gary Hart. Starcie miało miejsce w stalowej klatce, a sędzią specjalnym był nazywany żyjącą legendą Bruno Sammartino. 15 listopada 1989 na Clash of the Champions V: St. Valentine's Massacre Flair pokonał Terry’ego Funka w walce typu I Quit Match. Po walce zgodnie z obietnicą Terry Funk uciskał rękę Flaira. Wtedy jednak Flair został zaatakowany przez The Great Mutę i Lexa Lugera. Gdy Sting wkroczył na ring by pomóc zaatakowanemu, też został zaatakowany.
Arn Anderson w końcu powrócił do NWA, by odnowić drużynę z Ole Andersonem i pomóc Flairowi. 13 grudnia 1989 na gali Starrcade Flair wziął udział w turnieju Iron Man. Pokonał Great Mutę, zremisował z Lexem Lugerem i przegrał ze Stingiem w finale. Po ostatniej walce na ring wkroczyli Arn i Ole Anderson, ale tym razem zamiast zaatakować Stinga pogratulowali mu i razem z Flairem zaoferowali przyłączenie się do odnowionej grupy The Four Horsemen.

#### Początki nowej grupy The Four Horsemen i tymczasowa utrata tytułu (1990–1991)
W 1990 Ric Flair, Arn i Ole Anderson oraz Sting utworzyli nową grupę o nazwie The Four Horsemen. 6 lutego na gali Clash of the Champions X: Texas Shootout pokonali drużynę Gary Hart International w stalowej klatce. Sting został ogłoszony pretendentem do tytułu NWA World Heavyweight należącego do Rica Flaira i odmówił zrzeczenia się tej szansy, za co został wykluczony z grupy i zaatakowany. W czasie tego incydentu kolano Stinga zostało poważnie uszkodzone.
25 lutego 1990 na gali WrestleWar Flair bronił tytułu w walce przeciwko Lexowi Lugerowi. W okolicach ringu był też Sting podpierający się kulami. Nagle Sting został zaatakowany przez Arna i Ole Andersonów. Lex Luger przerwał walkę przeciwko Flairowi aby pomóc zaatakowanemu, ale spędził za dużo czasu poza ringiem i przegrał przez wyliczenie.
Wiosną Ole Anderson przeszedł na emeryturę. Drużyna The Four Horsemen zmieniła swój skład, w który od tej pory wchodzili: Ric Flair, Arn Anderson, Barry Windham i Sid Vicious.
13 czerwca 1990 na gali Clash of the Champions XI: Coastal Crush Junkyard Dog pokonał Flaira w walce o mistrzostwo NWA World Heavyweight, jednak ponieważ wygrał w wyniku dyskwalifikacji, mistrzostwo nie zmieniło posiadacza. Flair stracił jednak tytuł 7 lipca na gali Great American Bash w Baltimore, przegrywając walkę ze Stingiem. Flair otrzymał szansę walki o środkowoatlantycką wersję NWA United States Heavyweight Championship z Lexem Lugerem 5 września na gali Clash of the Champions XII: Mountain Madness/Fall Brawl ’90, ale ten pojedynek też przegrał.
Flair przegrał wiele starć z mistrzem NWA World Heavyweight, Stingiem. W związku z tym skupił się na tym aby razem z Arnem Andersonem odebrać mistrzostwo drużynowe tag teamowi Doom (Butch Reed i Ron Simmons). Pierwszą szansę otrzymali 27 października 1990 na gali Halloween Havoc, ale walka o tytuł zakończyła się bez rozstrzygnięcia. 20 listopada na gali Clash of the Champions XIII: Thanksgiving Thunder Flair pokonał Butcha Reeda w walce o usługi szoferskie Teddy’ego Longa. Long jednak oszukał zwycięzcę wywożąc go na pustynię i zostawiając go tam.
16 grudnia 1990 na gali Starrcade Flair w przebraniu zamaskowanego wrestlera i pod pseudonimem The Black Scorpion zaatakował Stinga. 11 stycznia 1991 Flair pokonał Stinga i po raz ósmy zdobył mistrzostwo NWA World Heavyweight. Jednocześnie został ogłoszony pierwszym mistrzem WCW World Heavyweight, gdyż środkowoatlantyckie terytorium NWA było w trakcie przemiany w niezależną organizację World Championship Wrestling (WCW). Organizacja zdecydowała się jednak tymczasowo używać pasa NWA do reprezentowania mistrzostwa WCW.

#### Ostatni rok w organizacji (1991)
21 marca 1991 Ric Flair gościnnie wystąpił w japońskiej organizacji New Japan Pro-Wrestling (NJPW). Tatsumi Fujinami pokonał go i został nowym mistrzem NWA World Heavyweight. Decyzją WCW pas został zwrócony Flairowi, jednak NWA uznaje panowanie Tatsumi Fujinami. Aby rozwiać wszelkie wątpliwości 19 maja na gali Superbrawl I Flair pokonał Fujinami w walce o tytuł. Następni pretendenci do tytułu, których Flair pokonał to Jamie Meadows 5 czerwca w odcinku WCW WorldWide i Beautiful Bobby 12 czerwca na gali Clash of the Champions XV.
W czerwcu 1991 Flair nie mógł się porozumieć z Tedem Turnerem odnośnie do swojego zatrudnienia w World Championship Wrestling. Zarząd zdecydował się mu obciąć pensję i chciał aby Flair przegrał mistrzostwo na gali Great American Bash w walce przeciwko Lexowi Lugerowi, który miał go zastąpić jako nowy główny bohater gal. Gdy Flair odmówił, został poproszony aby chociaż przegrał tytuł w walce z Barrym Windhamem. Na ten warunek wrestler również nie przystał, w związku z czym został zwolniony 1 lipca 1991, a tytuł mistrzowski WCW został mu odebrany. Flair był jednak prawnym posiadaczem samego pasa mistrzowskiego.

### World Wrestling Federation (1991–1993)
W 1991 Ric Flair podpisał umowę na występy w World Wrestling Federation (WWF) Vince’a McMahona. W związku z tym 8 września National Wrestling Alliance podjęło decyzję o pozbawieniu Flaira mistrzostwa NWA World Heavyweight, co było pierwszym w historii zwakowaniem tego tytułu. Sam pas reprezentujący tytuł nadal jednak był w posiadaniu Flaira i razem z nim wrestler pojawiał się na początku w programach telewizyjnych WWF, gdzie ogłosił się prawdziwym mistrzem świata. Później World Championship Wrestling odkupiło od niego pas za 75 tysięcy dolarów amerykańskich.
W 1991 Flair zatrudnił Bobby’ego “The Brain” Heenana jako swojego konsultanta finansowego i Mr. Perfecta jako swojego konsultanta wykonawczego. Jego pierwszą galą pay-per-view było Survivor Series, w czasie którego razem z Tedem DiBiase, The Mountiem i The Warlordem pokonał Breta Harta, Roddy’ego Pipera i The British Bulldoga w walce typu Tag Team Elimination Match.
19 stycznia 1992 wziął udział w walce typu Royal Rumble na gali o tej samej nazwie. Główną nagrodą był zwakowany wówczas pas WWF Heavyweight Championship reprezentujący główne mistrzostwo organizacji. Ric Flair wszedł na ring jako trzeci i wyeliminował kolejno British Bulldoga, Kerry’ego Von Ericha, Big Boss Mana i Randy’ego Savage’a. Na końcu wyeliminował Sida Justice'a, jedynego pozostałego w ringu zawodnika, i tym samym wygrał Royal Rumble oraz najwyższe mistrzostwo organizacji WWF. Tytuł ten posiadał do 5 kwietnia 1992, kiedy został pokonany przez Randy’ego Savage’a. Po długiej przerwie, w czasie której pokonywał drugorzędnych zawodników, on i Mr. Perfect zaatakowali Savage’a w trakcie jego obrony mistrzostwa, czym przyczynili się do wygranej The Ultimate Warriora. Ponieważ jednak Warrior wygrał przez wyliczenie, tytuł nie zmienił posiadacza. Flair zmierzył się ponownie z Savage’em w walce o pas 1 września w odcinku Prime Time Wrestling i wygrał dzięki interwencji Razora Ramona. 12 października ponownie stracił mistrzostwo, tym razem w Saskatchewan w walce przeciwko Bretowi Hartowi na gali nieemitowanej w telewizji. Niedługo potem doszło do nieporozumienia między Flairem, a Perfectem. Perfect i Savage pokonali Flaira i Ramona 24 listopada na gali Surivor Series.
24 stycznia 1993 też wziął udział w głównej walce na Royal Rumble. Wszedł jako pierwszy i wyeliminował Papa Shango, ale sam został wyeliminowany jako czwarty przez Mr. Perfecta. Dzień później Flair i Perfect postanowili ostatecznie zakończyć swój konflikt mierząc się w walce, po której przegrany miał opuścić WWF. Walkę wygrał Mr. Perfect, więc Flair musiał odejść. Wystąpił w jeszcze kilku wydarzeniach nieemitowanych w telewizji, po czym powrócił do World Championship Wrestling.

### World Championship Wrestling (1993–2001)

#### Rywalizacja z Rickiem Rudem i Vaderem (1993–1994)
Po powrocie do World Championship Wrestling (WCW) ponownie połączył siły z Arnem Andersonem i 17 czerwca 1993 na gali Clash of the Champions XXIII wspólnie pokonali Flyin’ Briana oraz Stunning Steve’a. Następnie Flair na Beach Blast pokonał Barry’ego Windhama w walce o pas NWA World Heavyweight Championship i rozpoczął swoje dziewiąte uznawane panowanie mistrzowskie. 18 sierpnia na gali Clash of the Champions XXIV Flair i Sting wspólnie pokonali King Konga i Awesome Kong (nie mylić z Kią Stevens). 21 sierpnia w odcinku Saturday Night Flair obronił tytuł w walce przeciwko Stingowi, a 4 września w odcinku WCW WorldWide przeciwko Big Sky'owi. Przegrał mistrzostwo 19 września na gali Fall Brawl w walce przeciwko Rickowi Rude’owi. Obaj zmierzyli się ponownie na gali Halloween Havoc 24 października, gdzie Rude znowu wygrał, tym razem przez dyskwalifikację.
Do końca 1993 roku tytuł NWA World Heavyweight Championship został odebrany WCW, które oficjalnie przestało przynależeć do ligi National Wrestling Alliance. Najważniejszym mistrzostwem organizacji stało się WCW World Heavyweight Championship. 27 grudnia na gali Starrcade Flair pokonał Vadera w walce o przejęcie tego tytułu. WCW uznaje to za jego drugie panowanie mistrzowskie.
27 stycznia 1994 na gali Clash of the Champions XXVI Flair i Sting pokonali wspólnie Ricka Rude'a i Vadera. 20 lutego 1994 na SuperBrawl IV Flair skutecznie obronił pas WCW World Heavyweight Championship w walce typu Thunder Cage match przeciwko Vaderowi. W marcu wziął udział w turnieju European Cup. W pierwszej rundzie 12 marca pokonał Johnny’ego B. Badda, a w ćwierćfinale 17 marca Lorda Stevena Regala, ale w półfinale 19 marca został pokonany przez Vadera. 23 czerwca na gali Clash of the Champions XXVII pokonał Stinga i tym sposobem odebrał mu pas WCW International World Heavyweight Championship, który był pozostałością po NWA World Heavyweight Championship. Następnie zunifikował oba posiadanie przez siebie mistrzostwa.
17 kwietnia 1994 na gali Spring Stampede bronił pasa mistrzowskiego WCW World Heavyweight Championship w walce przeciwko Ricky’emu Steamboatowi. Walka zakończyła się remisem przez wzajemne przypięcie. Obaj stoczyli walkę rewanżową 21 kwietnia. Flair wygrał i odzyskał mistrzostwo.

#### Rywalizacja z The Mega Powers i powrót The Four Horsemen (1994–1996)

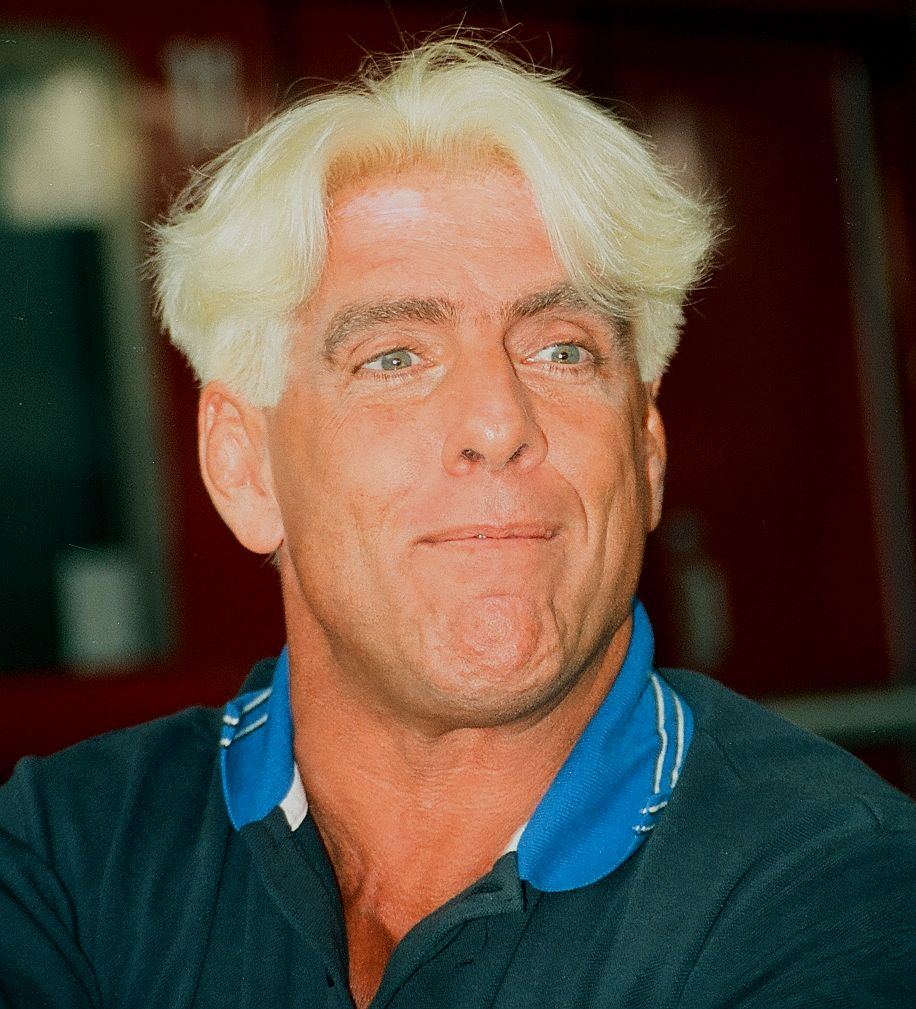
Rick Flair w 1996 roku

17 lipca 1994 na gali Bash at the Beach Hulk Hogan pokonał Rica Flaira i odebrał mu WCW World Heavyweight Championship. 28 sierpnia na gali Clash of the Champions XXVIII Flair wygrał walkę rewanżową, ale przez wyliczenie, więc pas nie zmienił posiadacza. Ostateczna walka rewanżowa miała się odbyć 23 października na Halloween Havoc. Dodatkowo była to walka, po której przegrany musiał przejść na emeryturę. Hulk Hogan wygrał i ten pojedynek, a Flair przez pewien czas zajmował się głównie byciem managerem Vadera, któremu próbował pomóc w pokonaniu Hogana. W końcu jednak tag team The Mega Powers, czyli Hulk Hogan i Randy Savage, przekonali zarząd WCW aby pozwolono Flairowi wrócić do zawodu.
W 1995 Vader i Flair wspólnie rywalizowali z Hulkiem Hoganem i Randym Savage’em. 21 marca zostali pokonani przez rywali na gali Slamboree. 18 czerwca na Great American Bash Flair pokonał Savage’a. 16 lipca na Bash at the Beach przegrał z Savage’em LumberJack match. Na tej samej gali Vader przegrał z Hoganem walkę w klatce, która była walką wieczoru. Flair wszedł na ring i werbalnie poniżył za to Vadera, który w odpowiedzi zaatakował. Na pomoc Flairowi przybył Arn Anderson. 6 sierpnia na gali Clash of the Champions XXXI Vader pokonał Flaira i Andersona w walce typu Handicap match.
W międzyczasie w 1995 Flair brał udział w turnieju G1 Climax w Tokio na hali Ryōgoku Kokugikan. 11 sierpnia zremisował z Masą Chono, 12 sierpnia wygrał z Shiro Koshinaka, 13 sierpnia przegrał z Keiji Mutoh, 14 sierpnia wygrał z Hiroyoshi Tenzanem, a 13 listopada wygrał z Osamu Nishimurą. Nie zakwalifikował się do finału.
Flair zaczął obwiniać o swoje porażki często towarzyszącego mu Arna Andersona. 17 września 1995 na gali Fall Brawl stoczyli ze sobą pojedynek, który dzięki interwencji Briana Pillmana wygrał Anderson. Przez kolejny miesiąc Flair błagał Stinga aby pomógł mu w rywalizacji przeciwko Andersonowi i Pillmanowi. 29 października na gali Halloween Havoc Flair i Sting mieli stoczyć pojedynek przeciwko Andersonowi i Pillmanowi, ale Flair nie zjawił się. Padło podejrzenie, że został zaatakowany przez Andersona i Pillmana za kulisami. Sting walczył z oboma rywalami samodzielnie i miał wyraźną przewagę na początku, jednak z czasem zaczął ją tracić. Wtedy na arenie zjawił się Flair z obandażowaną głową. Gdy dotarł do ringu zaatakował Stinga. Arn Anderson i Brian Pillman wygrali dzięki pomocy Flaira, a wtedy wszyscy trzej wrestlerzy unieśli w górę po cztery palce, sygnalizując w ten sposób odrodzenie się grupy The Four Horsemen. 26 listopada na gali World War III Flair został pokonany przez Stinga w walce 1 na 1. Później tego dnia wziął też udział w 60-osobowej walce typu Battle Royal, którą wygrał Randy Savage.
27 grudnia 1995 na gali Starrcade wygrał walkę typu Triple Threat przeciwko Stingowi i Lexowi Lugerowi. Nagrodą był udział w walce o główny tytuł mistrzowski organizacji, WCW World Heavyweight Championship. Flair pokonał dotychczasowego mistrza, Randy’ego Savage’a i przejął tytuł. Jego panowanie nie trwało jednak długo. 22 stycznia 1996 Randy Savage pokonał go w rewanżowej walce o mistrzostwo.
23 stycznia 1996 na gali Clash of Champions XXXII Ric Flair i The Giant stoczyli pojedynek z Hulkiem Hoganem i Randym Savage’em, którzy pojawili się w towarzystwie Miss Elizabeth i Woman. Woman sabotowała jednak swoją drużynę umożliwiając przeciwnikom zwycięstwo i przyłączając się do The Four Horsemen.
11 lutego 1996 na gali SuperBrawl VI Flair i Savage wzięli udział w walce typu Steel Cage match. Nagrodą w walce było mistrzostwo WCW World Heavyweight Championship należące wówczas do Savage’a. Flaira w narożniku wspierała Woman, a Savage’a Elizabeth. Niespodziewanie Elizabeth zdradziła Savage’a podając swój but Flairowi, który, gdy sędzia nie parzył, wykorzystał przedmiot jako broni aby wygrać walkę.
Wkrótce zawiązano sojusz w celu zakończenia Hulkamanii. 24 marca 1996 na gali Uncensored Ric Flair, Arn Anderson, Meng, The Barbarian, Lex Luger, The Taskmaster, Z-Gangsta i The Ultimate Solution, którym towarzyszyli Woman, Miss Elizabeth i Jimmy Hart, zostali pokonani przez Hulka Hogana i Randy’ego Savage’a w specjalnej wielopoziomowej stalowej klatce.
15 kwietnia 1996 Flair zaczął flirtować z żoną Steve’a McMichaelsa, Debrą. 22 kwietnia on i The Giant zostali w wyniku dyskwalifikacji pokonani przez Stinga i Lexa Lugera w walce, w której stawką było mistrzostwo drużynowe WCW World Tag Team Championship oraz należący do Lugera tytuł WCW World Television Championship. Kilka dni później, 29 kwietnia, sam The Giant pokonał Flaira w walce o WCW World Heavyweight Championship. 19 maja, na gali Slamboree, Flair został wybrany w loterii do jednego tag teamu z Randym Savege’em na specjalnym turnieju. Razem pokonali Arna Andersona i Eddiego Guerrero w pierwszej rundzie, ale sami zostali pokonani przez The Public Enemy (Rocco Rock i Johnny Grunge) w kolejnej. Na Great American Bash Ric Flair i Arn Anderson pokonali Steve’a McMichaela i Kevina Greene.
7 lipca 1996 na gali Bash at the Beach Flair pokonał Konnana w walce o pas WCW United States Championship.
17 lipca 1996 w Japonii ubiegał się o tytuł IWGP Heavyweight Championship, jednak mistrzowi Shinya Hashimoto udało się go obronić.

#### Rywalizacja z nWo (1996–1997)
W lipcu 1996 powstała frakcja nWo, założona przez byłych pracowników WWF w celu zniszczenia WCW. Na początku należeli do niej Kevin Nash, Scott Hall i Hollywood Hulk Hogan. The Four Horsemen otrzymali szansę zniszczenia nowej frakcji w walce typu WarGames match. Arn Anderson i Ric Flair rekrutowali do pomocy Lexa Lugera i Stinga. Wcześniej jednak na gali Clash of Champions XXXIII Ric Flair stoczył walkę o WCW World Heavyweight Championship z Hulkiem Hoganem i wygrał, jednak w wyniku dyskwalifikacji, co oznaczało, że Hogan pozostał mistrzem. 15 września na Fall Brawl doszło do zapowiadanego WarGames. Drużyna Flaira podejrzewała w trakcie walki, że Sting sabotuje zespół, więc Sting urażony wyszedł w środku bitwy, którą ostatecznie wygrała drużyna Hogana. W listopadzie Flair został zaatakowany przez członków nWo, przez co w kayfabe doznał kontuzji ramienia i musiał zwakować tytuł WCW United States Championship 25 listopada. W rzeczywistości doznał kontuzji ramienia w Japonii, w walce z Kensuki Sasake, i musiał poddać się operacji.
18 maja 1997 na Slamboree Ric Flair, Kevin Greene i nowy partner The Four Horsemen, Roddy Piper, pokonali Kevina Nasha, Scotta Halla i Syxxa. 15 czerwca na Great American Bash Flair i Piper otrzymali szansę na walkę o mistrzostwo WCW World Tag Team Championship należące do Kevina Nasha i Scotta Halla. Uwagę pretendentów odwracał Syxx, którego Flair zaczął gonić, zostawiając Pipera samego w ringu. Nash i Hall wykorzystali okazję i zwyciężyli. 16 czerwca w odcinku Nitro Piper poskarżył się Flairowi na pozostawienie go samego w ringu. Powiedział, że Flair musi wybierać między nim, a The Four Horsemen. Flair wybrał swoją drużynę i zaatakował Pipera. Obaj rywalizowali ze sobą w Nitro. Rozstrzygająca walka miała miejsce 13 lipca 1997 na gali Bash at the Beach. Wygrał Roddy Piper.
Przez kolejne tygodnie Flair rywalizował z nWo w drużynie The Four Horsemen, 14 lipca 1997 podjął nieudaną próbę pokonania Jeffa Jarretta w walce o WCW United States Championship i wspólnie z Chrisem Benoit podjął nieudaną próbę pokonania Kevina Nasha i Scotta Halla w walce o WCW World Tag Team Championship. 21 sierpnia 1997 na gali WCW Clash of champions XXXV wspólnie z Curtem Hennigiem pokonał reprezentujących nWo Konnana i Syxxa. 14 września na gali Fall Brawl The Four Horsemen zostali zdradzeni przez sprzymierzonego Curta Henniga i przez to przegrali walkę typu WarGames przeciwko nWo. Flair by odegrać się na Hennigu wyzwał go do walki o należący do Henniga pas WCW United States Championship na gali Halloween Havoc 26 października, ale przegrał to starcie w wyniku dyskwalifikacji. Ponownie Henning obronił tytuł i pokonał Flaira 23 listopada na gali World War III. W końcu Flairowi udało się pokonać Henniga w odcinku Nitro 15 grudnia, ale ponieważ stało się to przez dyskwalifikację, tytuł nie zmienił posiadacza.

#### Brak porozumienia z zarządem i przerwa od występów (1998)
W 1998 kontrakt Rica Flaira miał wygasnąć, ale Flair był gotowy negocjować nową umowę. W trakcie negocjacji od wezwano Flaira aby wystąpił w odcinku WCW Thunder. Według Flaira, zażądano tego od niego w ostatniej chwili. Flair odmówił, ponieważ tego dnia, 9 kwietnia, chciał przyjść na zawody zapaśnicze, w których brał udział jego nastoletni syn Reid Flair. WCW w związku z tym zawiesiło Rica Flaira i pozwało go za mniemane naruszenie umowy.
W ciągu poprzednich kilku miesięcy Flair musiał zapłacić łącznie 75 tysięcy dolarów grzywny za naruszanie warunków umowy, a główna konkurencyjna organizacja, World Wrestling Federation, nie chciała zatrudnić kogoś, kto jest w trakcie sporu prawnego. Flair czuł w związku z tym, że nie ma innego wyjścia jak próbować dogadać się z WCW. Na korzyść wrestlera było to, że widownia domagała się jego powrotu. Na wydarzeniach organizacji słychać było skandowanie We want Flair czyli Chcemy Flaira. Publiczność pokazywała się na widowni ze znakami nawiązującymi do Flaira i do The Four Horseman.
14 września 1998 Arn Anderson, który był już na emeryturze z powodu kontuzji szyi, oświadczył, że nadeszła nowa era dla The Four Horsemen. Zaprosił na ring Steve’a McMichaela, Chrisa Benoit oraz najnowszego członka grupy, Deana Malenko. Każdemu z nich poświęcił chwilę aby opowiedzieć ile znaczą dla zespołu. Gdy już wydawało się, że kończy przemowę dodał jednak Mój Boże! Zapomniałem o czwartym jeźdźcu! Ric Flair, choć tutaj!. Wtedy Ric Flair pojawił się na arenie po raz pierwszy od pięciu miesięcy ze łzami w oczach i witany przez rozentuzjazmowaną publiczność owacją na stojąco. Kiedy muzyka i oklaski ucichły Flair wygłosił przemówienie, w którym wulgarnie obrażał prezesa WCW, Erica Bischoffa. Tak rozpoczęła się rywalizacja Rica Flaira i Erica Bischoffa.

#### Rywalizacja z Erikiem Bischoffem i przejęcie stanowiska prezesa WCW (1999)
Wkrótce RIc Flair zaczął angażować w przemysł rozrywkowo-sportowy swoich synów. 4 października 1998 jego nastoletni syn Reid Flair pojawił się w ringu w stroju zapaśniczym i z medalem na szyi. Powalił on dwukrotnie prezesa WCW, Erica Bischoffa za to, że poniżał werbalnie Rica Flaira i nazywał go tchórzem. 27 grudnia na gali Starrcade Ric Flair zmierzył się w ringu z prezesem WCW, ale przegrał, ponieważ Bischoff użył niedozwolonego przedmiotu podanego mu przez Curta Henniga. Gdyby Flair wygrał, zgodnie z postanowieniami zakładu, zostałby nowym prezesem WCW. Flair jednak skorzystał z prawa do rewanżu dzień później i mimo ingerencji nWo pokonał dotychczasowego prezesa i przejął jego stanowisko zarządcze.
17 stycznia 1999 prezes WCW, Ric Flair, i jego syn, David Flair, pokonali Barry’ego Windhama i Curta Henniga na gali Souled Out. Następnie 21 lutego na gali SuperBrawl IX Ric Flair zmierzył się z Hollywood Hulkiem Hoganem w walce o mistrzostwo WCW World Heavyweight Championship, jednak przegrał z powodu zdradzieckiej interwencji swojego syna, Davida Flaira. Prezes i mistrz ponownie zmierzyli się w walce o ten tytuł i o swoje stanowisko 14 marca na gali Uncensored w walce typu First Blood match i tym razem zwyciężył Ric Flair. Jego panowanie zakończyło się 11 kwietnia na Spring Stampede, gdzie Diamond Dallas Page wygrał tytuł w walce typu Fatal 4-way przeciwko mistrzowi, a także Hoganowi i Stingowi.
Pomimo bycia prezesem WCW, nadal brał czynny udział w walkach, czasem stawiając swoje stanowisko jako przedmiot zakładu. Był jednak niezrównoważony i despotyczny. Często zwalniał ludzi z powodów osobistych. W pewnym momencie został nawet wysłany do zakładu psychiatrycznego, gdzie poznał pielęgniarkę o imieniu Asya (parodia Chyny), która została jego valetem. 9 maja na gali Slamboree Roddy Piper pokonał prezesa w walce o stanowisko zwierzchnicze dzięki interwencji Erica Bischoffa. 13 czerwca 1999 na gali Great American Bash Flair pokonał Pipera aby odzyskać swoje stanowisko. W pojedynku pomogła mu interwencja Buffa Bagwella, który rozpoczął osobną rywalizację z Piperem.
5 lipca 1999 Flair bez powodu odebrał mistrzostwo WCW United States Championship Scottowi Stainerowi i wręczył je swojemu synowi Davidowi Flairowi. 19 lipca prezesura Rica Flaira zakończyła się, gdyż przegrał ją w walce ze Stingiem.

#### Ostatnie ważniejsze walki w organizacji (1999–2001)
24 października 1999 przegrał walkę typu Strap Match przeciwko Diamondowi Dallas Page’owi na gali Halloween Havoc. 20 lutego na Superbrawl X pokonał Terry’ego Funka w walce typu Texas Death Match. 19 marca 2000 Hulk Hogan pokonał go w walce typu Strap Match na gali Uncensored. 16 kwietnia 2000 na Spring Stampede on i Lex Luger zostali pokonani przez Shane’a Douglasa i Buffa Bagwella w walce o zwakowane mistrzostwo drużynowe WCW World Tag Team Championship. 7 maja na Slamboree Flair został pokonany przez Shane’a Douglasa. 15 maja w odcinku Nitro Flair pokonał Jeffa Jarretta i przejął należące do przeciwnika mistrzostwo WCW World Heavyweight Championship. Stracił je 22 maja, gdyż Vince Russo postanowił mu je odebrać i przyznać Jarretowi. Następnie mistrzostwo zostało przejęte przez Kevina Nasha, który dał je Flairowi 29 maja, ale tego samego dnia Flair przegrał walkę o pas z Jarrettem. 11 czerwca na gali Great American Bash pokonał swojego syna Davida Flaira. 12 czerwca w odcinku Nitro David Flair i Vince Russo wyzwali Rica Flaira na pojedynek, który miał zadecydować o jego przyszłej karierze. Po stronie Rica Flaira walczył jego drugi syn, Reid Flair. Tag team Rica Flaira przegrał, a on sam został zmuszony do przejścia na emeryturę. Flair powrócił w marcu 2001, by zmierzyć się ze swoim największym rywalem, Stingiem, w ostatnim odcinku Nitro 12 czerwca 2000. Ten pojedynek przegrał.

### World Wrestling Federation (2001–2009)

#### Współrządca WWF (2001–2002)

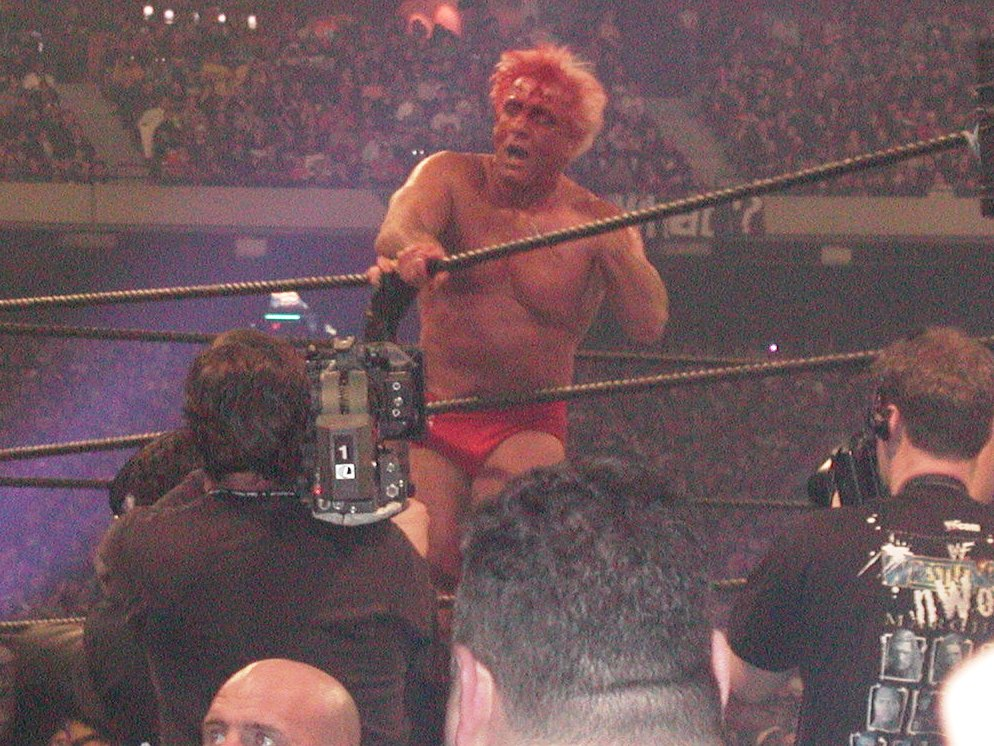
Ric Flair na gali WrestleMania X8

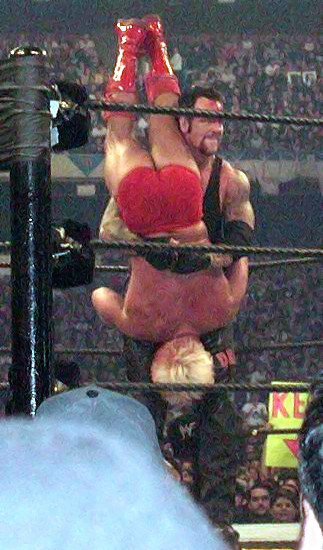
The Undertaker rzucający Rikiem Flairem

World Wrestling Federation (WWF) kupiło konkurencyjną organizację World Championship Wrestling i stopniowo przejmowało jej zawodników. Flair pojawił się niespodziewanie 19 listopada 2001 w odcinku Raw. Powiedział zarządzającemu organizacją Vince’owi McMahonowi, że kiedy jego syn i córka sprzedali swoje akcje, to właśnie Flair je kupił. To wystarczyło aby Vince McMahon i Ric Flair zostali partnerami biznesowymi. Od tej pory Flair i Stone Cold Steve Austin rywalizowali z McMahonem i sprzymierzonym z nim Kurtem Angle
20 stycznia 2002 Flair pokonał Vince’a McMahona na gali Royal Rumble w walce typu Street Fight.
18 lutego 2002 w odcinku Raw The Undertaker wyzwał Flaira do walki na nadchodzącej gali WrestleMania X8. Flair odmówił. 7 marca Undertaker zaatakował i znęcał się nad Arnem Andersonem oraz Davidem Flairem. Ric Flair chcąc chronić syna i przyjaciela zgodził się w końcu przyjąć wyzwanie. McMahon postanowił, że Flair i Undertaker stoczą ze sobą pojedynek bez dyskwalifikacji. 14 marca Undertaker pokonał Davida Flaira w oficjalnym pojedynku, a na Wrestlemanii pokonał samego Rica Flaira.
25 marca 2002 Flair i McMahon podzielili organizację na brandy. McMahon przejął SmackDown, a Flair Raw. 25 marca partnerzy biznesowi podzielili się personelem w czasie pierwszego Draftu. Pierwszy odcinek programu Flaira, który miał premierę 1 kwietnia, odniósł sukces. Zakończył się segmentem, w trakcie którego Stone Cold Steve Austin zaatakował swoim charakterystycznym ruchem obu zarządców WWF.
Flair rywalizował ze Steve’em Austinem i mentorował swojemu synowi Davidowi Flairowi. 10 czerwca 2002 Vince McMahon wyzwał partnera na pojedynek o całkowite przejęcie WWF. Flair przyjął wyzwanie. Dzięki interwencji Brocka Lesnara, wygrał Vince McMahon.

#### Powrót do kariery zawodnika (2002–2003)
17 czerwca 2002 pojawił się w odcinku Raw aby ogłosić, że chciałby wrócić do zawodu wrestlera. W odpowiedzi na ring weszli Eddie Guerrero i Chris Benoit, aby zaatakować Flaira i rozpocząć z nim rywalizację. Okazjonalnie Flair toczył też walki z Undertakerem i Brockiem Lesnarem, ale je przegrywał. 23 czerwca na gali King of the Ring pokonał Eddiego Guerrero.
29 lipca 2002 został pokonany przez The Rocka. Obaj zawodnicy okazali sobie szacunek po walce, a Flair wziął mikrofon i ogłosił, że ma ważne oświadczenie, jednak zanim zdążył rozwinąć myśl, został zaatakowany stalowym krzesłem przez Chrisa Jericho. 5 sierpnia Flair odegrał się na Jericho interweniując w jego walkę i przyczyniając się wygranej Roba Van Dama. 19 sierpnia ponownie zaskoczył Jericho, tym razem atakując go kubłem na śmieci, jednak później w trakcie udzielania wywiadu sam został zaatakowany przez Jericho. Później tego dnia zespół muzyczny Jericho, Fozzy, dawał koncert w odcinku Raw, ale został przerwany przez zakrwawionego Rica Flaira, który pogonił Jericho i zniszczył sprzęt drużyny. 25 sierpnia na Summerslam obaj stoczyli ze sobą walkę, która zakończyła się wygraną Flaira.
2 września 2002 Flair wyzwał Triple H-a na pojedynek o nowy tytuł mistrzowski Raw, World Heavyweight Championship. 22 września na gali Unforgiven przegrał walkę z Chrisem Jericho, a później tej samej nocy pomógł Triple H-owi wygrać walkę z Robem Van Damem, czym przypieczętował swoją rolę heela. Od tej pory Flair i Triple H pomagali sobie wzajemnie. 20 października Rob Van Dam pokonał Flaira na gali No Mercy. 18 listopada Flair miał stoczyć pojedynek z Kane’em, ale został uratowany przez Dave’a Batistę, który zaatakował Kane’a przed walką. 25 listopada Flair pomógł Baticie wygrać pojedynek z Kane’em atakując Kane’a stalowym krzesłem w czasie starcia.
27 kwietnia 2003 na Backlash Flair, Triple H i Chris Jericho pokonali Bookera T, Shawna Michaelsa i Kevina Nasha. 19 maja Flair w końcu otrzymał szansę na walkę o główne mistrzostwo Raw przeciwko mistrzowi Triple H-owi. Flair przegrał, ale jego walka była tak emocjonująca, że cały personel Raw, włącznie z McMahonami, wyszedł zza kulis aby uhonorować pretendenta.

#### Evolution (2003–2005)

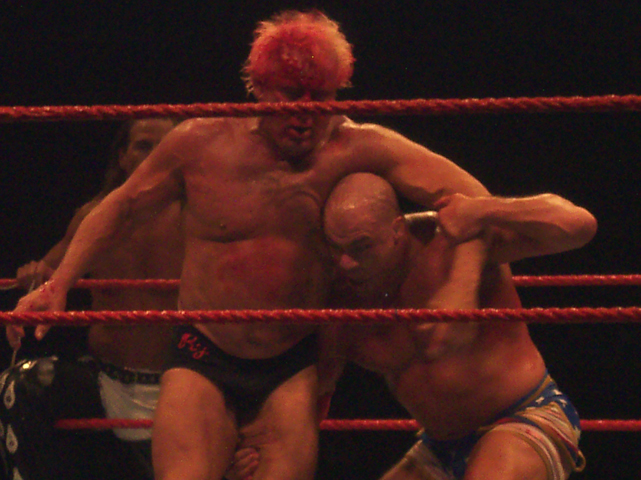
Ric Flair (z lewej) walczący z Kurtem Angle (z prawej) w 2005

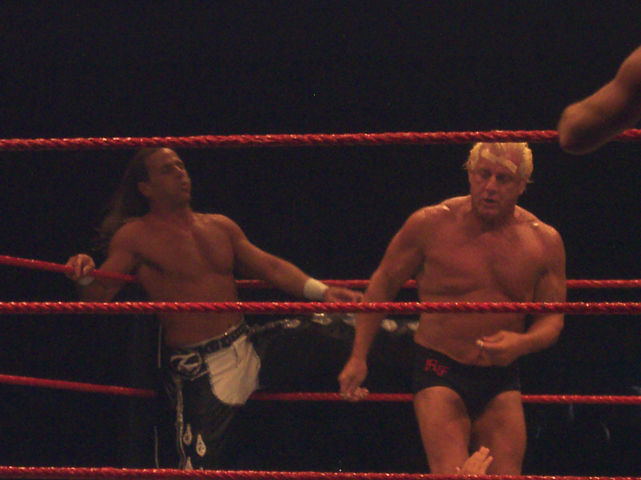
Shawn Michaels (z lewej) i Ric Flair (z prawej) w 2005

26 maja 2003 Triple H, Ric Flair i Shawn Michaels walczyli ze sobą w pojedynku typu Triple Threat. Okazało się jednak, że Flair był w zmowie z Triple H-em i pomógł mu wygrać. Tego dnia przyłączył się do grupy Evolution, w skład której wchodził on, Triple H, Randy Orton i Dave Batista. Shawn Michaels chciał się odegrać na Flairze na gali Bad Blood 15 czerwca, ale przegrał pojedynek na, bo został zaatakowany stalowym krzesłem przez Randy’ego Ortona. Przez resztę roku Flair pomagał drużynie w rywalizacji z Goldbergiem.
14 grudnia 2003 na gali Armageddon razem z Batistą wziął udział w walce typu Tag Team Turmoil match, w której nagrodą było mistrzostwo drużynowe WWE Tag Team Championship. Zwyciężyli bitwę, a Flair został pierwszym i jedynym w historii wrestlerem, który zdobył mistrzostwo drużynowe i w WCW i w WWE. 16 listopada Flair i Batista stracili tytuł drużynowy przegrywając z Bookerem T i Robem Van Damem
13 marca 2004 Ric Flair wprowadził do WWE Hall of Fame Harleya Race’a
14 marca 2004 na gali WrestleMania XX grupa Evolution reprezentowana przez Batistę, Randy’ego Ortona i Rica Flaira pokonała tag team The Rock ’n’ Sock Connection reprezentowany przez Mick'a Foley i The Rocka. 22 marca przy okazji WWE Draftu Flair i Batista odzyskali mistrzostwo drużynowe pokonując Bookera T i Roba Van Dama. Ich panowanie zakończyło się 19 kwietnia 2004, gdy zostali pokonani przez Chrisa Benoit i Edge’a. Benoit stał się głównym rywalem Flaira w kolejnych miesiącach.
27 września 2004 Randy Orton w odcinku Raw przestrzegł Rica Flaira, że zostanie zapamiętany tylko jako ktoś, kto usługiwał Triple H-owi i zachęcił Flaira by postawił się liderowi grupy Evolution aby udowodnić, że jest prawdziwą legendą wrestlingu. Flair pozostał jednak wierny drużynie i tego dnia pomógł Batiście pokonać Ortona w walce bez dyskwalifikacji. Orton i Flair zmierzyli się ze sobą 19 października na gali Taboo Tuesday w stalowej klatce. Orton wygrał, a po walce obaj zawodnicy uścisnęli obie dłonie.
30 stycznia 2005 Ric Flair pojawił się w głównej walce na Royal Rumble. Wszedł jako ostatni, trzydziesty. Wyeliminował Jonathana Coachmana, ale chwilę później sam został wyeliminowany przez Edge’a.
2 kwietnia 2005(dts) wprowadził do WWE Hall of Fame Rowdy Roddy’ego Pipera.
22 sierpnia 2005 Ric Flair był gościem segmentu Carlito’s Cabana prowadzonego przez Calrito Coola. Obaj wrestlerzy pokłócili się ze sobą i pobili. 26 sierpnia w Portoryko Carlito prowadził specjalny odcinek swojego programu z udziałem swojego ojca, Carlosa Colóna. Carlito miał w zwyczaju nadgryzać jabłko i pluć nim w twarz ludziom, których nie uważa za spoko. Miał zamiar napluć w twarz swojemu ojcu, ale został powstrzymany przez Rica Flaira. 29 sierpnia Carlito zwabił do swojego programu Shawna Michaelsa aby go wspólnie zaatakować z Chrisem Mastersem. Ponownie na ratunek przybył Flair, który tym razem został zaatakowany przez tajemniczego człowieka i odwieziony do szpitala. 5 września Carlito gościł Ashley Massaro i napastował ją, ale Flair po raz kolejny przybył na ratunek. Obaj wrestlerzy postanowili rozstrzygnąć swój spór 18 września na gali Unforgiven. Carlito zgodził się przy okazji postawić na szali swój pas mistrzowski WWE Intercontinental Championship. Walka zakończyła się zwycięstwem Flaira, który wtedy stwierdził, że zdobycie nowego tytułu było świetnym uczuciem, ale żałuje, że wielki Triple H nie mógł tego zobaczyć na żywo.

#### Kariera solowa (2005–2007)

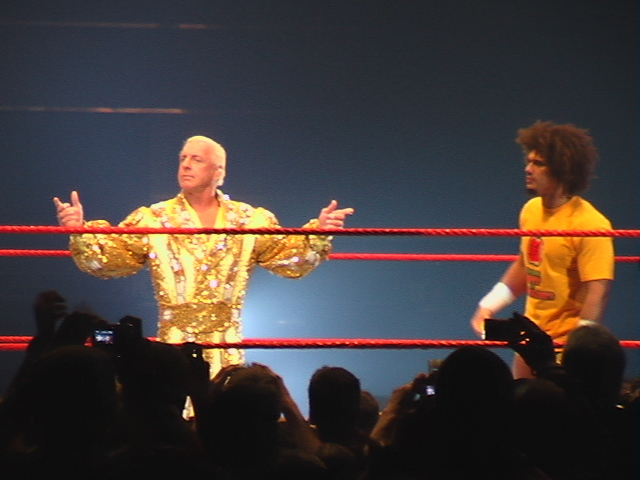
Ric Flair (z lewej) i Carlito (z prawej)

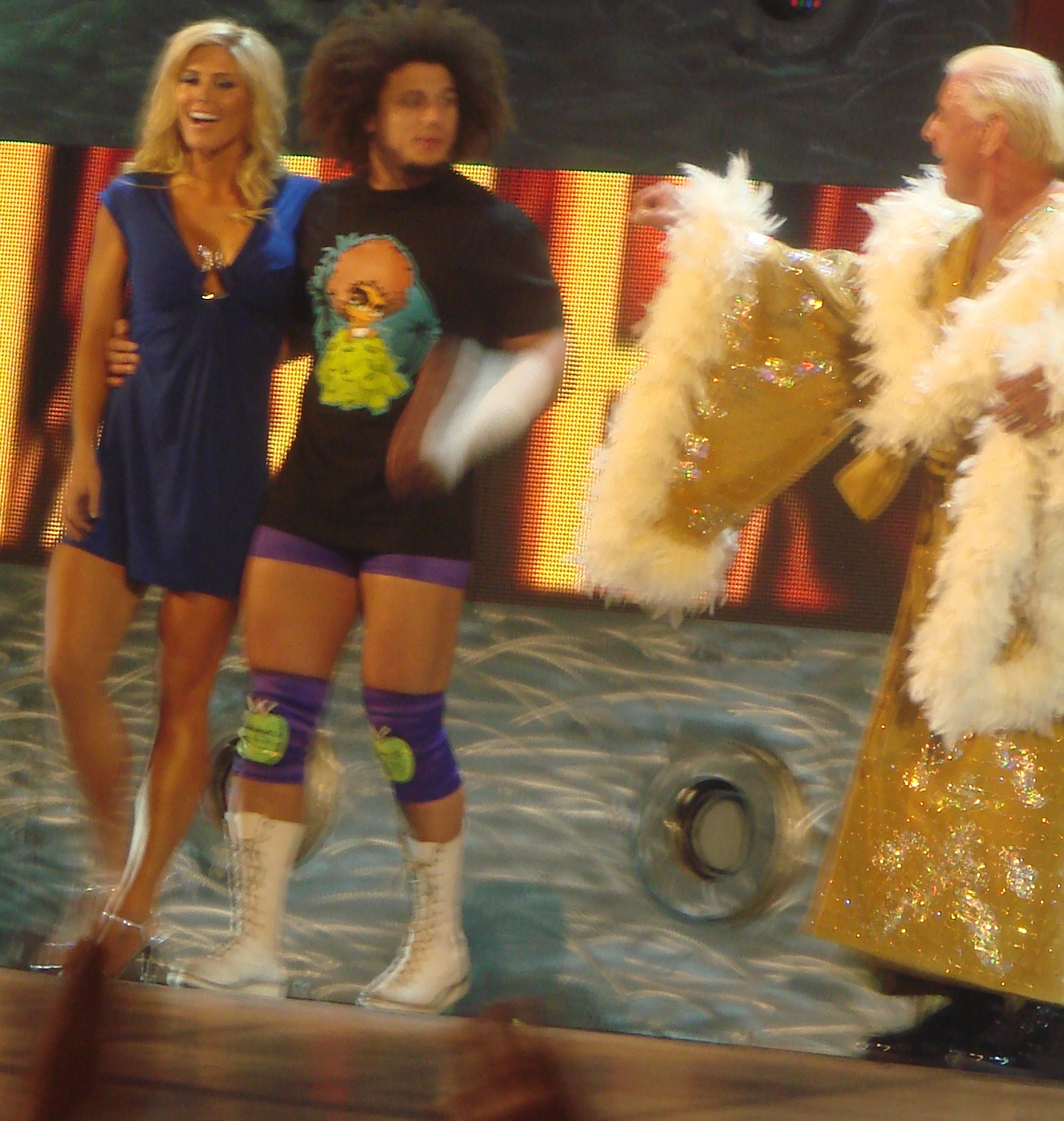
Torrie Wilson (z lewej), Carlito (w środku) i Ric Flair (z prawej)

3 października 2005 Triple H i Ric Flair pokonali Chrisa Mastersa i Carlito Coola w walce drużynowej. W trakcie pojedynku Flair niejednokrotnie ochronił partnera przed atakiem z zaskoczenia. Po walce jednak Triple H zwrócił się przeciwko Flairowi i zaatakował go swoim młotem kowalskim. Tydzień później, 10 października, Triple H wyjaśnił, że gardzi Flairem, który jego zdaniem jest tylko skorupą dawnego siebie i bez pomocy Triple H-a byłby nikim. Przez kolejne tygodnie Flair niejednokrotnie atakował swojego rywala z zaskoczenia, a 1 listopada na gali Taboo Tuesday pokonał go w stalowej klatce, broniąc jednocześnie swojego tytułu. Kolejną galą pay-per-view, na której rywale się zmierzyli było Survivor Series 27 listopada. Ich walka typu Last Man Standing match trwała 27 minut i zakończyła się zwycięstwem Triple H-a.
W grudniu Ricowi Flairowi postawiono zarzuty z powodu agresywnego zachowania na autostradzie. Miało to przełożenie na wątki w WWE. Edge i Lita często naśmiewali się z Flaira, mówiąc między innymi, że jedyne walki, jakie Flair jest w stanie wygrać to te na autostradzie. 12 grudnia Kurt Angle pokonał go w walce o udział w Elimination Chamber na gali New Year’s Revolution, która odbyła się 8 stycznia 2006. Na New Year’s Revolution Flair stoczył walkę o WWE Intercontinental Championship przeciwko Edge’owi i wygrał.
29 stycznia 2006 Flair wziął udział w głównym wydarzeniu na Royal Rumble. Wszedł na ring jako piąty i został szybko wyeliminowany przez Triple H-a, w około dwie minuty. 20 lutego Flair stracił pas WWE Intercontinental Championship przegrywając walkę z Sheltonem Benjaminem.
W marcu 2006 Jim Crockett, były zarządca środkowoatlantyckiego terytorium NWA, do którego w przeszłości należał Ric Flair, powołując się na prawa autorskie zabronił WWE używać znaku towarowego Ric Flair. Do czasu rozstrzygnięcia konfliktu, Flair używał znaku towarowego Rick Flair.
2 kwietnia 2006 na gali WrestleMania 22 RVD pokonał Sheltona Benjamina, Rica Flaira, Bobby’ego Lashleya i Jeffa Hardy w walce typu Money in the Bank ladder match. Nazajutrz Flair został zaatakowany przez Umagę, w związku z czym nie pokazywał się przez wiele tygodni z powodu operacji rekonstruującej soczewkę. 30 kwietnia na gali Backlash przegrał pojedynek z Umagą.
25 czerwca 2006 na gali Vengeance Flair walczył z Mickiem Foley w pojedynku typu 2/3 Falls match i wygrał, ponieważ Foley został zdyskwalifikowany za użycie pokrywy od kubła na śmieci, a potem pałki baseballowej owiniętej drutem kolczastym. 10 lipca Flair wyzwał rywala na pojedynek typu Hardcore match, ale Foley odmówił. Chwilę później na ring wszedł Paul Heyman proponując walkę z mistrzem Big Showem o pas ECW Championship. Walka odbyła się 11 lipca i Flair przegrał. Zawodnik dalej zabiegał o walkę przeciwko Foleyovi. Obaj zmierzyli się 20 sierpnia w starciu typu „I Quit” match na SummerSlam. Foley poddał się kiedy Flair zamierzał uderzyć Melinę Perez pałką owiniętą drutem kolczastym.
We wrześniu utworzył grupę Flair Squad, do której należały legendy wrestlingu: “Rowdy” Roddy Piper, Ted DiBiase, IRS i Arn Anderson, Sgt. Slaughter, Dusty Rhodes i Ron Simmons. Grupa rywalizowała z drużyną The Spirit Squad. 5 listopada na gali Cyber Sunday Flair i “Rowdy” Roddy Piper pokonali reprezentujących The Spirit Squad Kennego i Mikeya i zdobyli należące do przeciwników mistrzostwo World Tag Team Championship. Posiadali tytuł do 13 listopada, kiedy zostali pokonani przez Randy’ego Ortona i Edge’a. Flair bronił wtedy tytułu sam, bo jego partner został odwieziony do szpitala tuż przed walką. 26 listopada The Flair Squad reprezentowany przez Flaira, Rhodesa, Slaughtera i Simmonsa pokonał The Spirit Squad reprezentowany przez Kenny’ego, Mikeya, Johnny’ego i Nicky’ego. 7 stycznia 2007 na gali New Year’s Revolution Kenny Dykstra pokonał Rica Flaira.
28 stycznia 2007 Ric Flair wziął udział w głównym wydarzeniu na gali Royal Rumble. Wszedł jako pierwszy i po kilku minutach został wyeliminowany przez Edge’a.
Przez kolejne miesiące Flair współpracował z Carlito Coolem przy różnych okazjach (między innymi w walkach typu Triple Threat). 1 kwietnia na gali WrestleMania 23 Flair i Carlito pokonali Gregory Hemsa i Chavo Guerrero w walce nieemitowanej w telewizji. 30 kwietnia w czasie walki z The World’s Greatest Tag Team Carlito stał się heelem i zaatakował partnera i pozwolił przeciwnikom wygrać. Carlito i Flair zmierzyli się ze sobą 20 maja na gali Judgment Day. Flair pokonał rywala swoim charakterystycznym chwytem Figure four leglock.
11 czerwca 2007 w czasie Draftu został przeniesiony do brandu SmackDown. Na swojej pierwszej gali w nowym brandzie, Vengance z 24 czerwca, przegrał walkę o pas WWE United States Championship przeciwko Montelowi Vontaviousowi Porterowi. W lipcu chwilowo przerwał swoje występy z powodu problemów z uchem wewnętrznym, które były związane z odnowieniem kontuzji z 1992.

#### Zakończenie kariery i sporadyczne występy (2007–2009)

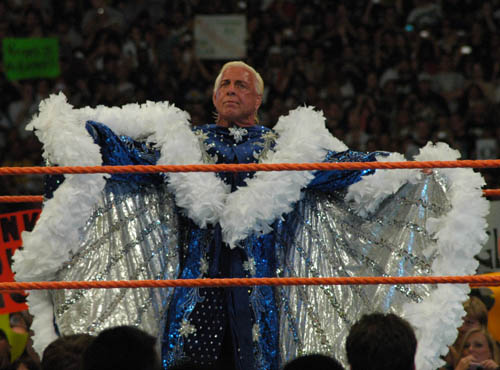
Ric Flair na gali WrestleMania XXIV

26 listopada 2007 w odcinku Raw Ric Flair pojawił się w rodzinnym mieście Charlotte aby co ogłosić. Jego przemówienie przypominało zapowiedź zakończenia kariery, ale nagle Flair krzyknął Nigdy nie przejdę na emeryturę. Vince McMahon przerwał to wystąpienie aby poinformować zawodnika, że musi wygrywać walki albo jego kariera będzie skończona. Tego dnia Flairowi udało się wygrać walkę przeciwko Randy’emu Ortonowi.
31 grudnia 2007 Triple H rzucił Flairowi wyzwanie. Jeśli Triple H wygra z nim walkę, Flair będzie musiał przejść na emeryturę. Jeśli wygra Flair, Triple H straci możliwość udziału w Royal Rumble. William Regal interweniował w walkę atakując Triple H-a kastetem, więc Flair wygrał przez dyskwalifikację. 14 stycznia 2008 Flair pokonał Williama Regala, również stawiając swoją karierę jako przedmiot zakładu. 27 stycznia na Royal Rumble pokonał Montela Vontaviousa Portera. 17 stycznia na gali No Way Out znowu obronił swoją karierę w walce przeciwko Mr. Kennedy’emu.
25 lutego 2008 Flair wyzwał Shawna Michaelsa do walki na WrestleManii, ale Michaels odmówił, twierdząc, że nie chce być tym, przez którego Flair przejdzie na emeryturę. Jednak po wielu namowach, Michaels w końcu się zgodził.
29 marca 2008 Ric Flair został wprowadzony do WWE Hall of Fame przez Triple H-a.
Ric Flair i Shawn Michaels zmierzyli się na gali WrestleMania XXIV 30 marca 2008. Przed użyciem swojego finishera Shawn Michaels powiedział Przepraszam, kocham cię. Potem powalił przeciwnika kopnięciem, przypiął go i wygrał, a następnie opuścił arenę pozostawiając Flaira samego w ringu, płaczącego, ale jednocześnie oklaskiwanego przez publiczność.

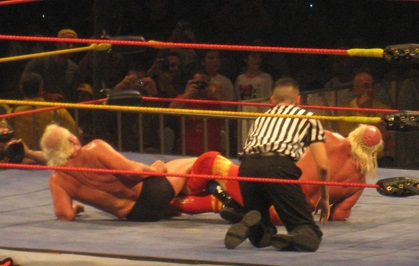
Ric Flair trzymający Hulka Hogana w chwycie Figure four leglock w czasie trasy po Australii

Ceremonia pożegnalna Rica Flaira odbyła się 31 marca 2008 w odcinku Raw. Flair stojąc w ringu z mikrofonem w ręce potwierdził, że jego walka z Shawnem Michaelsem na WrestleManii XXIV była jego ostatnią walką w życiu. Przysiągł, że już nigdy więcej nie będzie walczył i zapewnił, że nie jest smutny z tego powodu, a fani powinni się cieszyć, ponieważ miał bardzo dobrą karierę. Powiedział też, że choć przegrał ostatniej nocy, to ze wspaniałym wrestlerem i lepszym człowiekiem. Podziękował fanom za to, że dzięki nim stał się tym kim jest. Na końcu zawył w charakterystyczny dla siebie sposób i zaczął kierować się do wyjścia, ale wtedy Triple H dołączył do niego w ringu aby mu osobiście podziękować i powiedzieć, że go kocha, a następnie dodał, że jest więcej osób, które chcą mu podziękować. Flair nie został o tym wcześniej poinformowany i zaczął płakać ze wzruszenia. Byli członkowie The Four Horsemen, Arn Anderson, Tully Blanchard, Barry Windham i JJ Dillon przyszli aby uciskać swojego lidera. Następni byli Batista, Ricky “The Dragon” Steamboat, Harley Race, Greg “The Hammer” Valentine, Dean Malenko, Chris Jericho i John Cena. Do tego czasu Flair odzyskał spokój, ale znowu zalał się łzami kiedy dołączyła do niego jego rodzina, żona Tiffany VanDemark i czwórka dzieci, Megan, David, Reid i Ashley. Jego rodzina weszła na arenę przy dźwiękach piosenki Leave the Memories Alone zespołu Fuel. Potem do Flaira dołączył Shawn Michaels, a potem cała reszta personelu pojawiła się na arenie. Zarówno publiczność, jak i personel WWE skandowali Dziękujemy, Ric. Na koniec na ring weszli kolejno The Undertaker i Vince McMahon, aby okazać szacunek odchodzącemu na emeryturę Flairowi.
Flair pojawiał się jeszcze w programach WWE, aby uczestniczyć w różnych wątkach fabularnych, jednak nie brał czynnego udziału w walkach. 8 grudnia 2008 on i Shawn Michaels dostali nagrodę Slammy za walkę roku. W 2009 występował gościnnie w organizacji Ring of Honor, 4 kwietnia 2009 wprowadził do WWE Hall of Fame Ricky’ego „The Dragon” Steamboata, a w listopadzie brał udział w trasie Hulka Hogana po Australii, aby stoczyć z nim cztery walki, które przegrał.

### Total Nonstop Action (2010–2010)

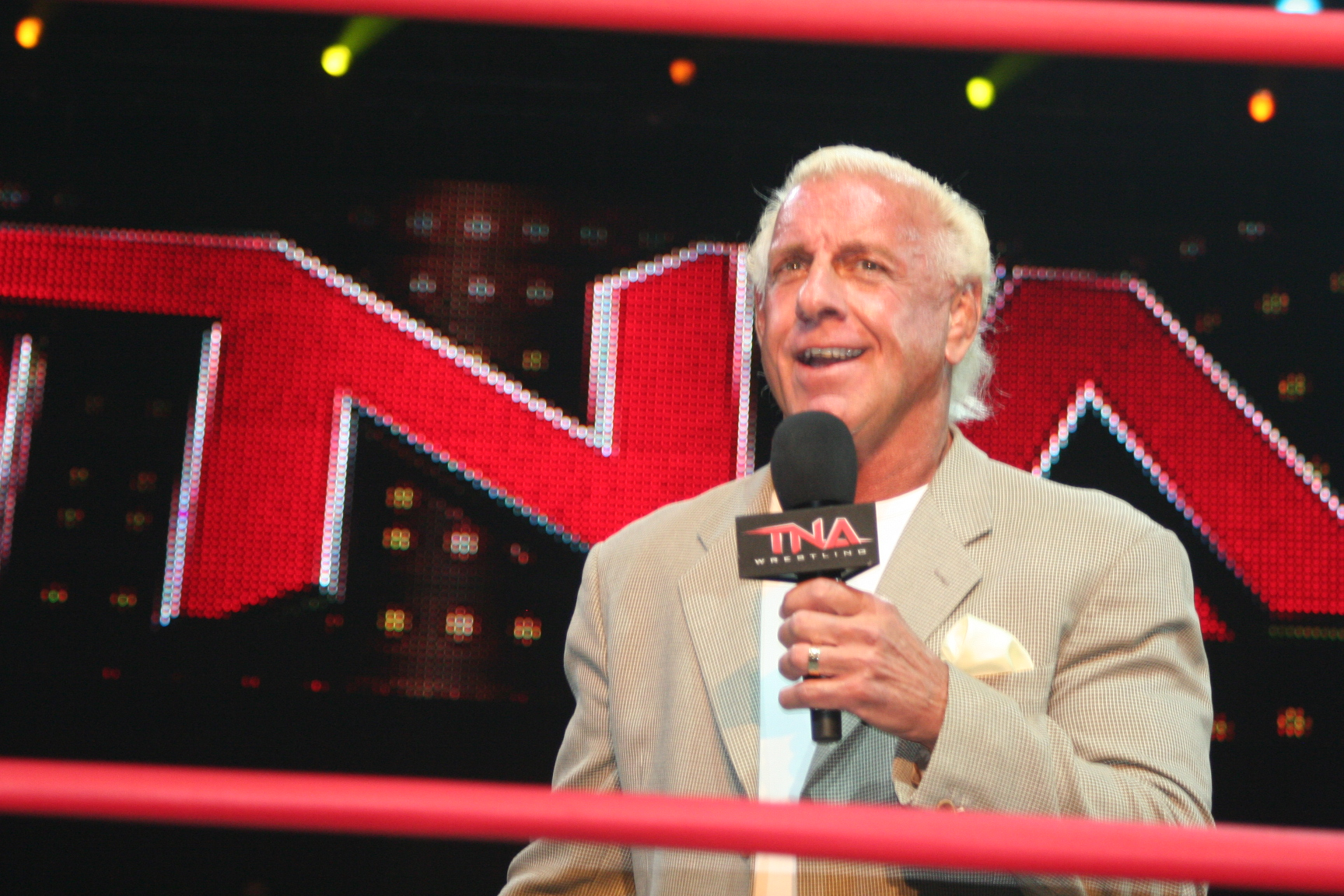
Ric Flair w TNA

4 stycznia 2010 niespodziewanie debiutował w organizacji Total Nonstop Action (TNA). Przybył limuzyną i tego wieczoru obserwował pojedynek AJ Stylesa i Kurta Angle. 17 stycznia na gali Genesis pomógł Stylesowi oszukiwać aby ten mógł wygrać walkę i obronić pas TNA World Heavyweight Championship. W TNA Flair był managerem zespołu Beer Money, Inc. (Robert Roode i James Storm) i Desmonda Wolfe’a. Wkrótce powrócił do czynnego udziału w walkach. Rywalizował między innymi z Hulkiem Hoganem, Jayem Lethal i Abyssem. W wyniku tej ostatniej rywalizacji Flair musiał oddać swój pierścień WWE Hall of Fame Abyssowi, ponieważ był on przedmiotem zakładu w jednej z walk. Pierścień został mu później zwrócony przez Jaya Lethala.
17 czerwca 2010 w odcinku Impact! Flair ogłosił, że odbudowuje grupę The Four Horsemen pod nową nazwą, Fortune. Należeli do niej AJ Styles, Kazarian, Robert Roode, James Storm i Desmond Wolfe.
15 września 2011 został pokonany w walce przez Stinga. Była to jego przedostatnia walka w życiu.
W 2016 w jednym z wywiadów Ric Flair powiedział, że kontynuowanie kariery wrestlerskiej w TNA było jego największym błędem w karierze.

### World Wrestling Enterteinment (od 2012–2016)

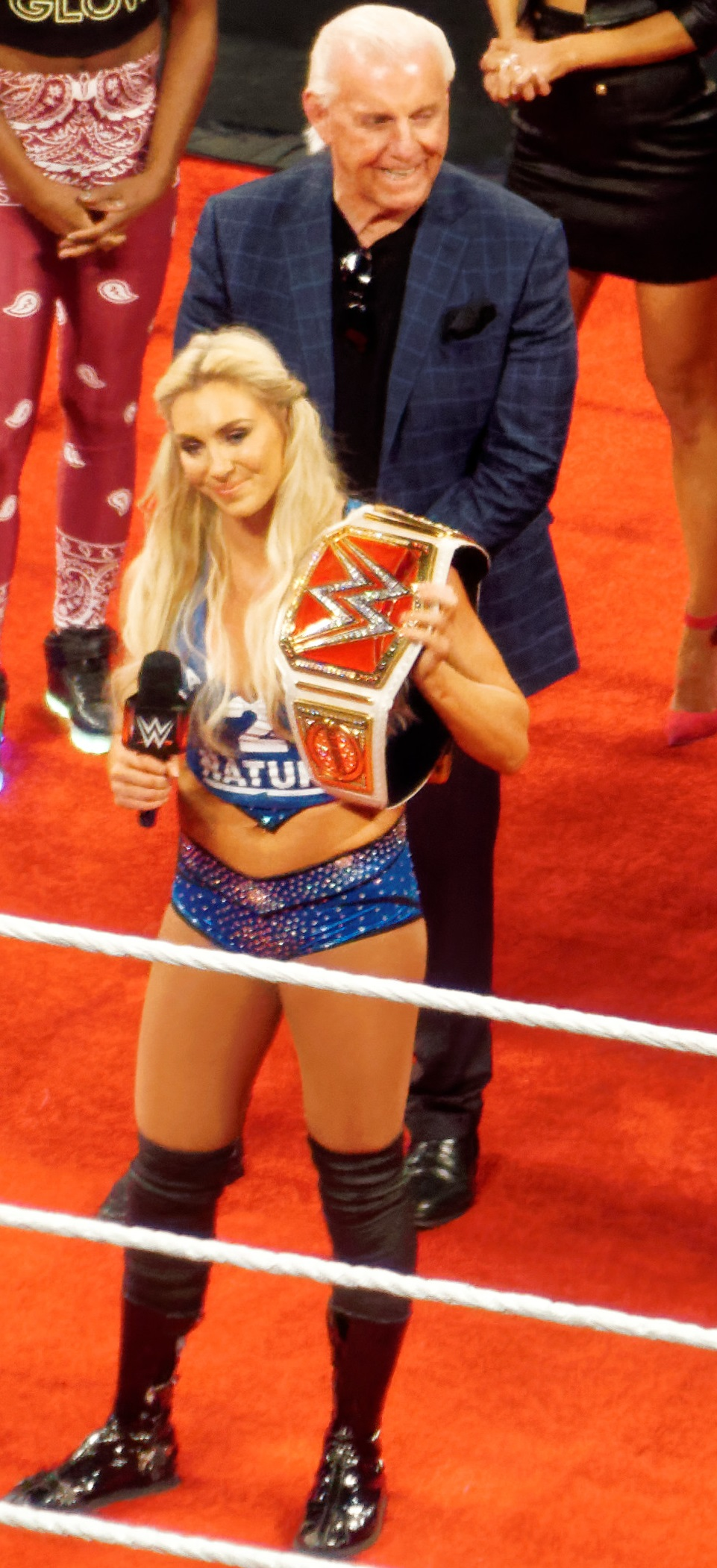
Ric Flair towarzyszący swojej córce Charlotte, posiadaczce WWE Raw Women’s Championship

31 marca 2012 grupa The Four Horsemen, czyli „Nature Boy” Ric Flair, Barry Windham, Arn Anderson, Tully Blanchard i James J. Dillon, została wprowadzona do WWE Hall of Fame. Wcześniej, w 2008, Ric Flair został wprowadzony indywidualnie. Tym samym Ric Flair jest pierwszą i do tej pory jedyną osobą, która została wprowadzona do Hall of Fame dwa razy.
Ric Flair powrócił do WWE 17 grudnia 2012. Tego dnia wręczył Johnowi Cenie nagrodę Slammy supergwiazdy roku. Był managerem swojej córki, Charlotte, która odnosiła sukcesy, kilkukrotnie zdobywając mistrzostwa kobiet. Flair często pomagał jej oszukiwać.
28 marca 2015 wprowadził do WWE Hall of Fame Tatsumi Fujinami, a 2 kwietnia 2016 Stinga
W maju 2016 Flairowi zakazano towarzyszyć Charlotte przy ringu. 23 maja Charlotte powiedziała ojcu, że już go nie potrzebuje.

### Ric Flair's Last Match (2022)
31 lipca 2022 odbyła się gala Ric Flair's Last Match, której walką wieczoru i motywem przewodnim było ostatnie starcie Flaira w ringu. Walkę tę stoczył jako tag team z jego przyrodnim synem Andrade El Idolo pokonując Jaya Lethala i Jeffa Jarretta

## Życie prywatne

### Adoptowana rodzina
Jego adoptowani rodzice urodzili się w 1918 i poznali na Uniwersytecie Minnesoty.
Matka zastępcza Flaira, Kay Fleiher, pochodziła z Brainerd w stanie Minnesota. Była znawczynią kultury i autorką książek oraz artykułów prasowych. Za jej pośrednictwem Richard Morgan Fleiher poznał w Guthrie Theater takich aktorów jak Jessica Tandy, Henry Fonda i Elizabeth Taylor. Kay Fleiher zmarła 10 listopada 2003.
Jego adoptowany ojciec, Dr. Richard R. „Dick” Fliehr, urodzony w Virginii w Minnesocie również interesował się teatrem. Przerwał studia aby w czasie II wojny światowej przejść kurs medycyny i zostać medykiem w United States Navy. Po wojnie pracował jako położnik i ginekolog w klinice, której był współwłaścicielem - Haugen, Fliehr and Meeker w Minneapolis. Ukończył studia na uniwersytecie medycznym University of Minnesota Medical School. Następnie obronił doktorat z wiedzy o teatrze i języka angielskiego, dzięki czemu został prezesem The American Community Theater Association (Amerykańskie Stowarzyszenie Teatrów Publicznych). Oprócz tego był dyrektorem i aktorem w teatrze Theatre in the Round Players. Zmarł 25 czerwca 2000.
Dick i Kay Fleiher nie mogli założyć własnej rodziny. Ich biologiczna córka zmarła przedwcześnie.

### Własna rodzina
Jego pierwszą żoną była Leslie Goodman. Poślubił ją w 1971. Razem mieli dwójkę dzieci: córkę Megan i syna Davida. Rozwiedli się w 1983.

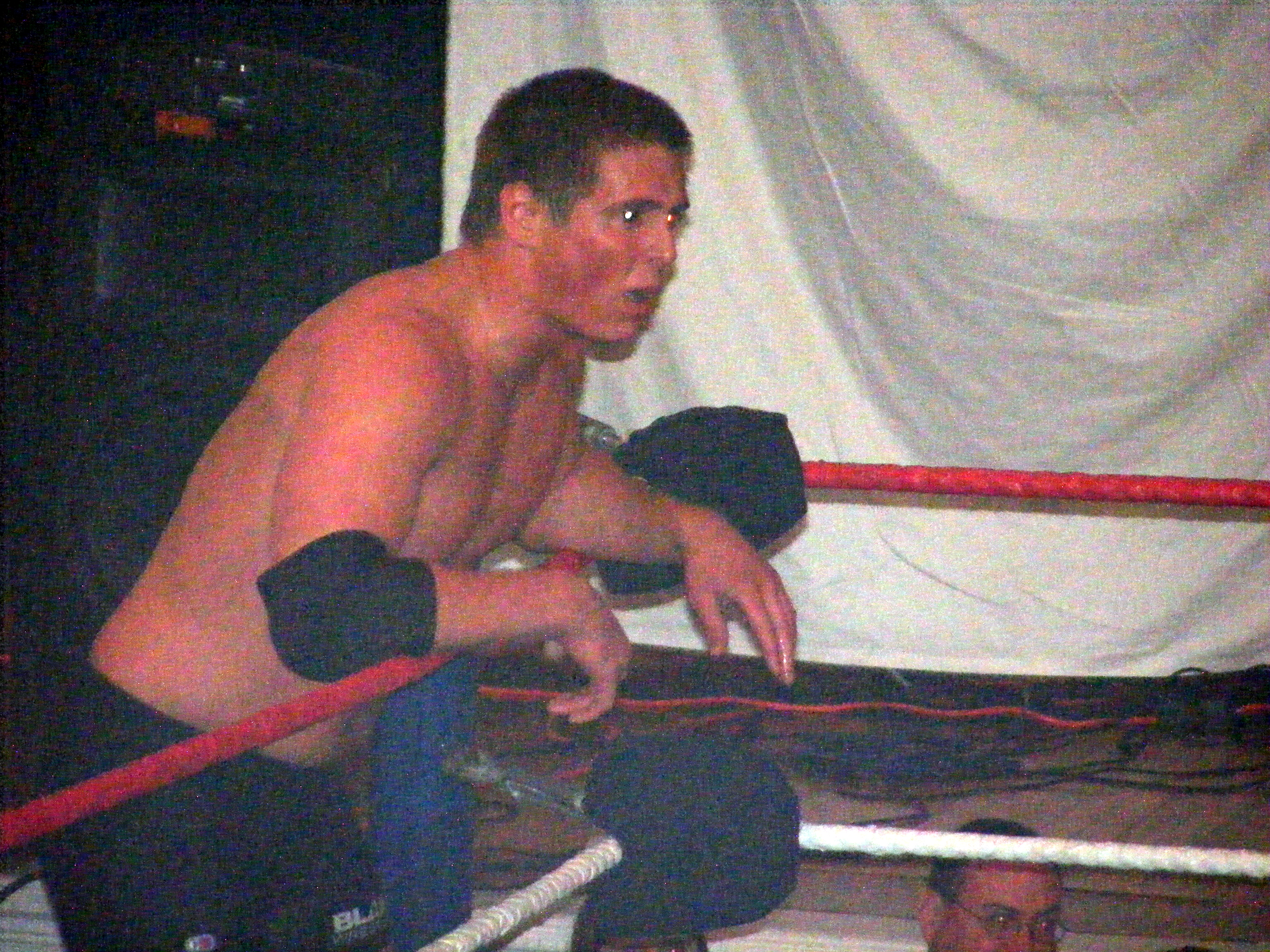
Reid Flair – zmarły w 2013 syn Rica Flaira

W sierpniu 1983 poślubił swoją drugą żonę, Elizabeth Harrell. Jego drużbą na ślubie był Jim Crockett. Z nową żoną Fliehr miał syna Reida i córkę Ashley. W maju 2005 jego żona wypełniła podanie o rozwód, zarzucając mężowi kopanie jej, policzkowanie i duszenie. Twierdziła też, że jej mąż nadużywał alkoholu i sterydów. W sądzie oświadczyła, że Richard Fliehr w złości zaatakował raz swojego syna Reida po tym jak dowiedział się, że Reid złamał pijanej matce ramię wypychając ją z windy. Richard Fliehr miał też wdawać się w walkę na pięści z chłopakami swojej córki Ashley i po pijaku obnażać się przed stewardesami w samolotach. Richard Fliehr i jego żona Elizabeth rozwiedli się w 2006.
W maju 2006 poślubił Tiffany VanDemark. Rozwiedli się w 2009. W sądzie Richard Fliehr oświadczył, że jego żona znęcała się nad nim, między innymi bijąc po twarzy ładowarką do telefonu. Jego żona natomiast oświadczyła, że Richard Fliehr często krzywdził się aby jego obrażenia wyglądały gorzej. Po rozwodzie Tiffany VanDemark włamała się do domu Richarda Fliehra uzbrojona w łopatę i ukradła produkty z jego znakami towarowymi, dwa pistolety, szatę i naszyjnik. Zabrała też jego psa.
W listopadzie 2009 poślubił Jackie Beems. Rozwiódł się z nią latem w 2012. Beems oskarżyła Richarda Fliehra o zdradzanie jej. Przy rozwodzie Richard Fliehr zobowiązał się płacić 4 tysiące dolarów miesięcznie w ramach alimentów. W lipcu 2013 groziło mu aresztowanie, ponieważ zalegał z kwotą 32 tysięcy dolarów. Według jego własnych relacji, zalegał z płatnością z powodu pobytu w szpitalu i śmierci syna.
Od 2014 jego partnerką jest Wendy Barlow, która tak jak Richard Fliehr jest rodzicem czworga dzieci. Para jest zaręczona, ale nie planuje brać ślubu. Barlow skarżyła się w mediach na byłą żonę Richarda Fliehra, Jackie Beems, która miała ją napastować, zostawiając 50 wiadomości tekstowych i 5 głosowych na jej telefonie. Ostatecznie Jackie Beems została aresztowana.
Trójka jego dzieci, córka Ashley oraz synowie David i Reid, zostali wrestlerami. Ashley Fliehr od początku swojej kariery w WWE, czyli od 2012, używa pseudonimu Charlotte i była kilkukrotną mistrzynią kobiet. Posiadała pasy NXT Women’s Championship, WWE Divas Championship, WWE SmackDown Women’s Championship i WWE Raw Women’s Championship. Na początku kariery Ric Flair był jej managerem. Reid Fliehr zmarł w 2013 roku. Przyczyną śmierci było przedawkowanie narkotyków – heroiny, klonazepamu i alprazolamu.

### Oskarżenie o agresję na autostradzie
27 listopada 2005 Richard Fliehr zapłacił 1000 dolarów amerykańskich grzywny w hrabstwie Mecklenburg. Dzień później telewizja WSOC TV doniosła, że zachowywał się agresywnie w czasie jazdy samochodem i został oskarżony o napaść. 16 maja 2006 odbył się proces przeciwko Fliehrowi związany z agresją drogową. Poszkodowani jednak nie zjawili się, więc Flair został oczyszczony z zarzutów.

## Inne media

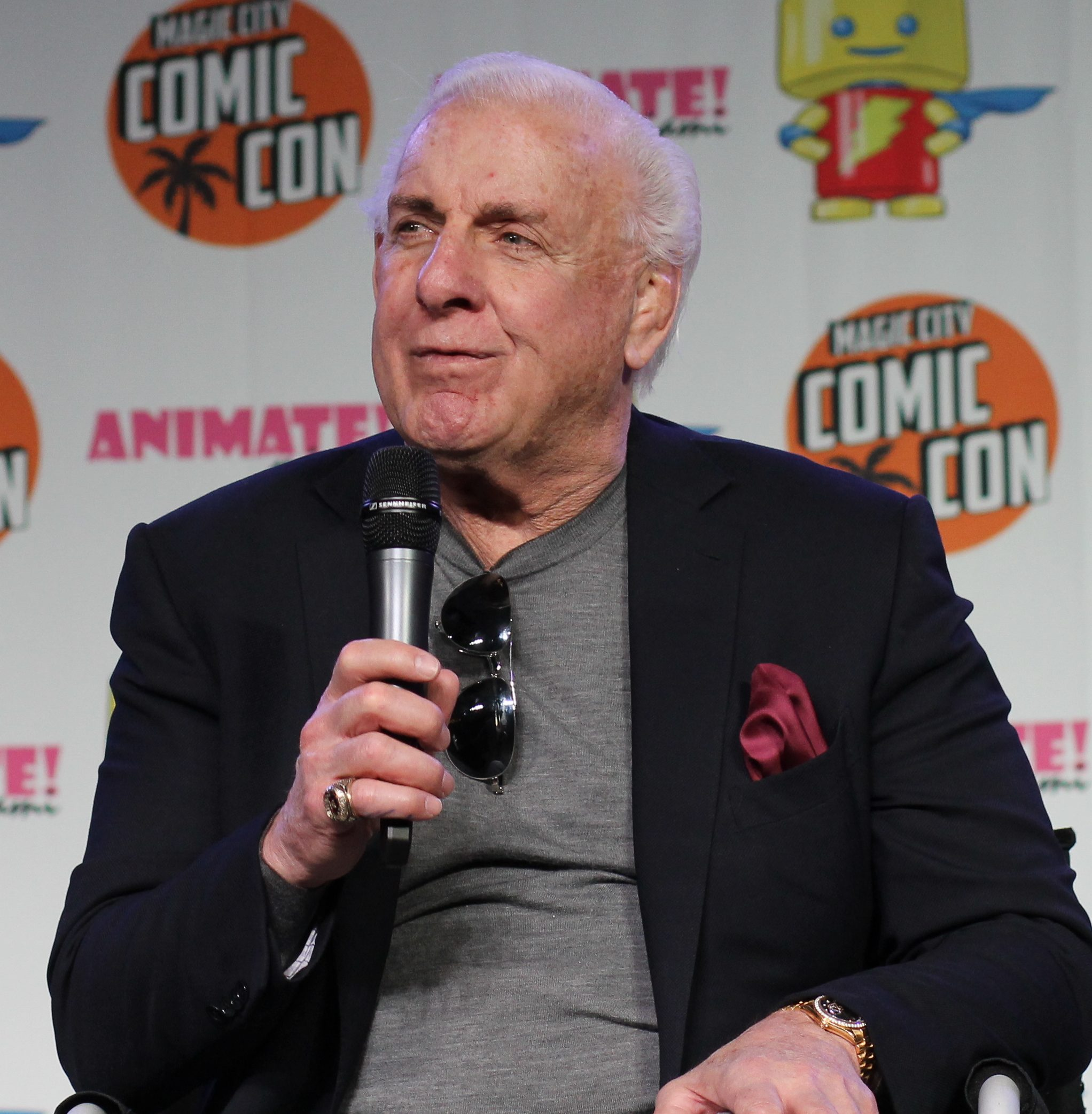
Ric Flair na festiwalu Magic City Comic Con w 2016

### Filmografia
| Rok          | Tytuł                 | odcinek                                | Rola               |
| ------------ | --------------------- | -------------------------------------- | ------------------ |
| 2016         | Camp WWE              | Odcinek 1: No Place Like Camp          | On sam             |
| 2016         | Camp WWE              | Odcinek 2: Not Without My Eyebrow      | On sam             |
| 2014         | Wujcio Dobra Rada     | Sezon 1, odcinek 31: Historia zapasów  | On sam             |
| 2013         | Stuff You Should Know | Sezon 1, odcinek 5: Bacteriopolis      | Dr. Roland Grayson |
| 1996         | Słoneczny patrol      | Sezon 6, odcinek 15: Bash at the Beach | On sam             |
| Źródło: IMDb |                       |                                        |                    |

### Gry komputerowe
Postać na nim wzorowana pojawiła się w 33 grach komputerowych. Były to Fire Pro Wrestling (w grze postać na nim wzorowana nazywała się Dick Slender), Virtual Pro Wrestling 64, a także:
- 22 gier z serii WWE: WWF Wrestlemania: Steel Cage Challenge, WWE Wrestlemania X-8, WWE Wrestlemania XIX, WWF Royal Rumble, WWE Crush Hour, WWE Day Of Reckoning, WWE Day Of Reckoning 2, WWE RAW 2, WWE SmackDown! Here Comes The Pain, WWE SmackDown! Shut Your Mouth, WWE SmackDown! vs. RAW, WWE SmackDown! vs. RAW 2006, WWE SmackDown vs. Raw 2007, WWE SmackDown! vs. RAW 2008, WWE Wrestlemania 21, WWE Smackdown vs Raw 2009, WWE Legends Of WrestleMania, WWE 2K14, WWE 2K15, WWE 2K16, WWE 2K17[1] i WWE 2K18[46]
- 9 gier z serii WCW: WCW Backstage Assault, WCW Mayhem, WCW Nitro, WCW Nitro, WCW/nWo Thunder, WCW vs. nWo: World Tour, WCW Super Brawl Wrestling, WCW vs. The World, WCW Wrestling[1]

#### Dubbing
| Rok          | Gra                                        | Rola                  |
| ------------ | ------------------------------------------ | --------------------- |
| 2013         | WWE 2K14                                   | On sam                |
| 2009         | Command & Conquer: Red Alert 3 – Powstanie | Komandor Douglas Hill |
| 2008         | WWE Smackdown vs Raw 2009                  | On sam                |
| 2007         | WWE Smackdown vs Raw 2008                  | On sam                |
| 2006         | WWE SmackDown vs. Raw 2007                 | On sam                |
| 2005         | WWE Smackdown vs Raw 2006                  | On sam                |
| 2005         | WrestleMania 21                            | On sam                |
| 2004         | WWE Smackdown vs Raw                       | On sam                |
| 2002         | WWE WrestleMania X-8                       | On sam                |
| 1998         | WCW: Nitro                                 | On sam                |
| Źródło: IMDb |                                            |                       |

## Mistrzostwa i osiągnięcia
- National Wrestling Alliance

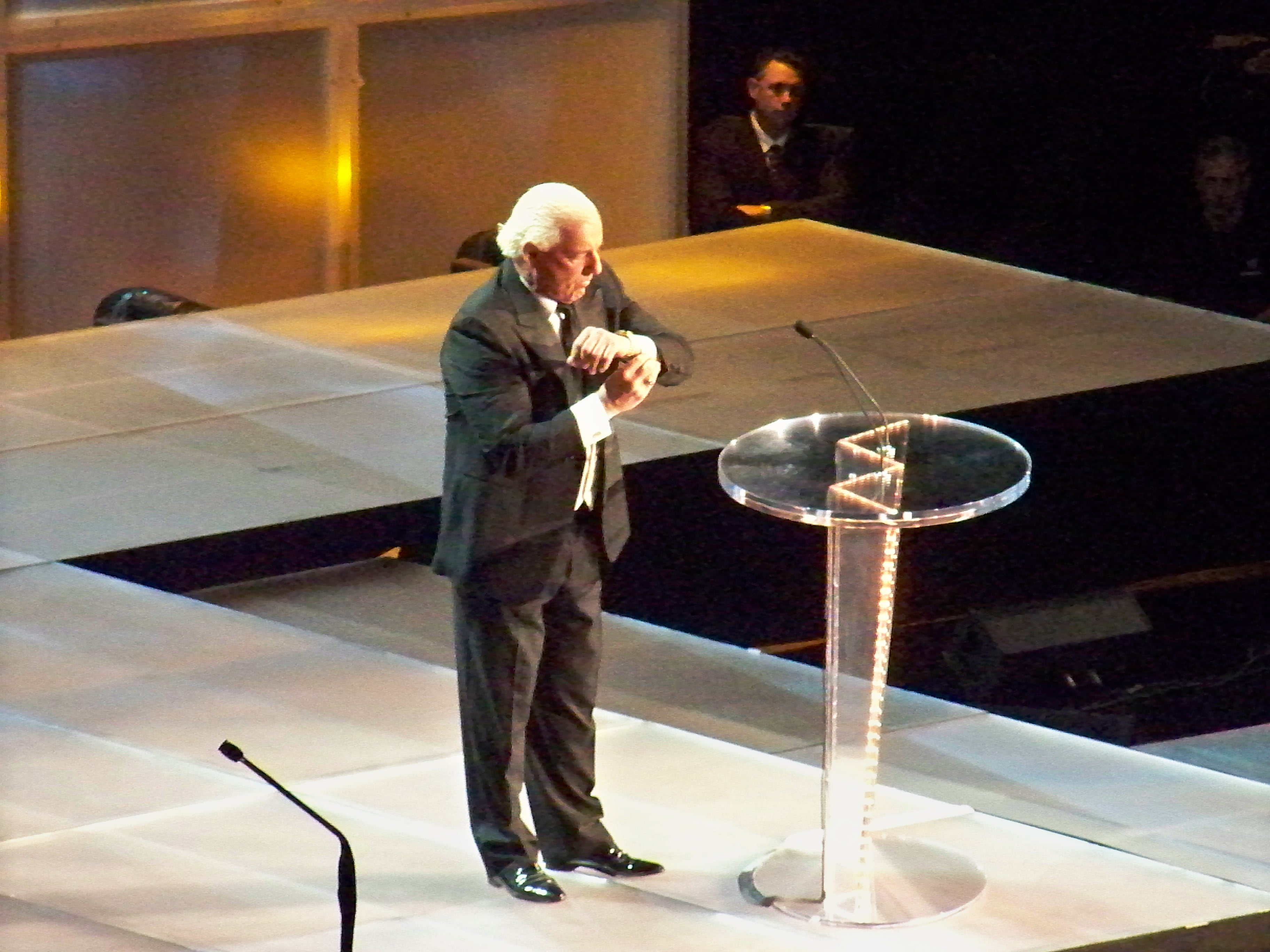
Ric Flair dołączający do WWE Hall of Fame indywidualnie w 2008

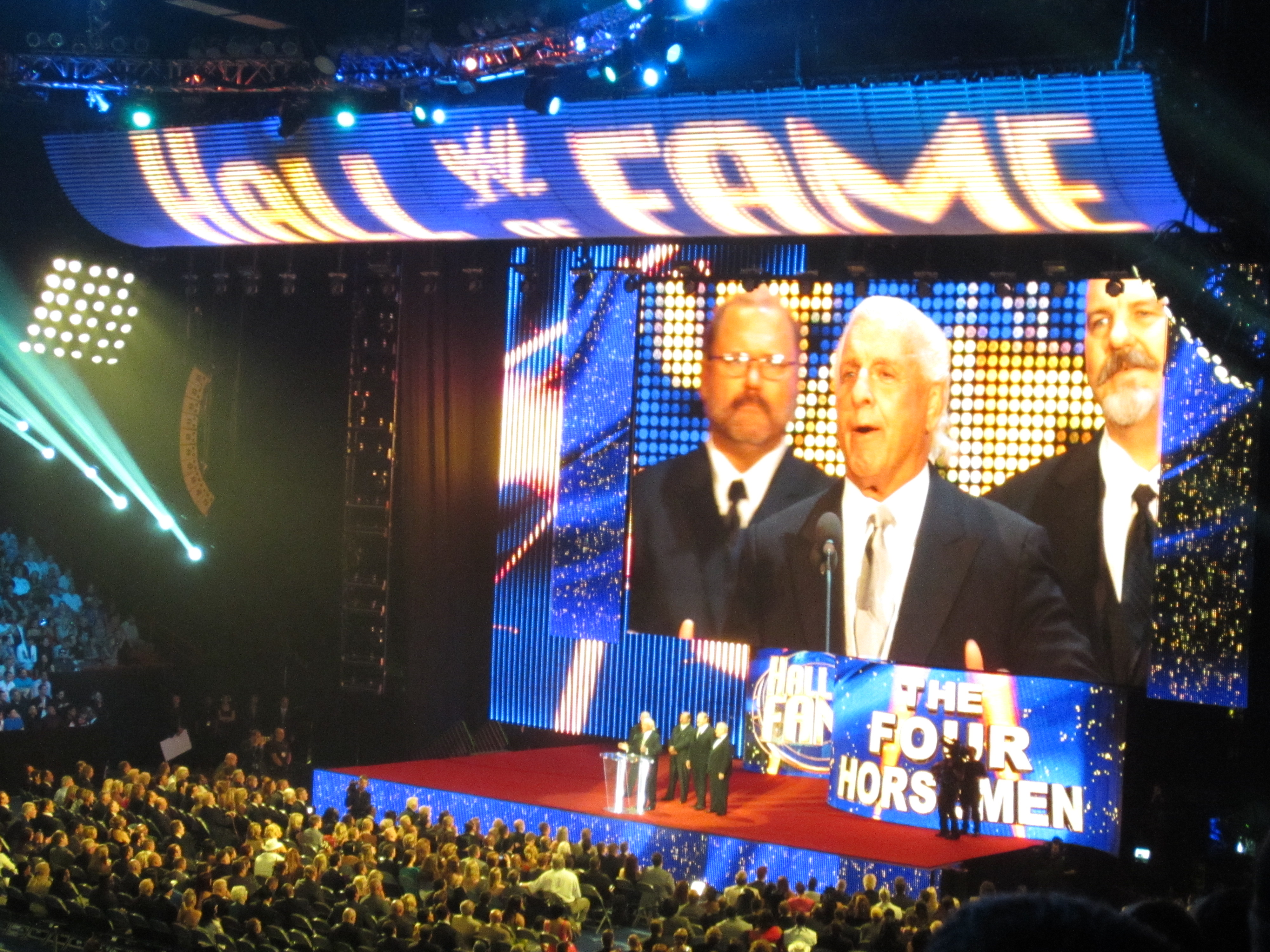
Ric Flair (widoczny w środku na ekranie) dołączający do WWE Hall of Fame w 2012 razem z resztą grupy The Four Horsemen

  - NWA Mid-Atlantic Heavyweight Championship (4 razy)
  - NWA Mid-Atlantic Tag Team Championship (3 razy) – z Ripem Hawkiem (1 raz), z Gregiem Valentine’em (1 raz) i z Big John Studdem (1 raz)
  - NWA Mid-Atlantic Television Championship (2 razy)
  - NWA Missouri Heavyweight Championship (1 raz)
  - NWA United States Heavyweight Championship (5 razy)
  - NWA World Heavyweight Championship (9 razy)
  - NWA World Tag Team Championship (wersja środkowoatlantycka) (3 razy) – z Gregiem Valentine’em (2 razy) i z Blackjackiem Mulliganem (1 raz)
  - NWA Hall of Fame (2008)
- World Championship Wrestling
  - WCW International World Heavyweight Championship (2 razy)
  - WCW United States Heavyweight Championship (1 raz)
  - WCW World Heavyweight Championship (8 razy)
- World Wrestling Federation / Entertainment
  - WWE Intercontinental Championship (1 raz)
  - World Tag Team Championship (3 razy) – z Batistą (2 razy) i z Roddy'm Piperem (1 raz)
  - WWF World Heavyweight Championship (2 razy)
  - Zwycięzca Royal Rumble w 1992
  - Slammy Awards – walka roku w 2008, z Shawnem Michaelsem
  - WWE Hall of Fame
    - 2008 – osobiście
    - 2012 jako członek stajni The Four Horsemen[1]
- Professional Wrestling Hall of Fame and Museum
  - Wprowadzony w 2006[47]
- St. Louis Wrestling Hall of Fame (2007)
- Pro Wrestling Illustrated
  - Debiutant roku (1975)
  - Feud roku
    - 1987 – The Four Horsemen (Ric Flair, Arn Anderson, Tully Blanchard i Lex Luger) kontra The Super Powers (Dusty Rhodes i Nikita Koloff) oraz The Road Warriors (Hawk i Animal)
    - 1988 – Ric Flair kontra Lex Luger
    - 1989 – Ric Flair kontra Terry Funk
    - 1990 – Ric Flair kontra Lex Luger

  - Najbardziej inspirujący zawodnik roku (2008)
  - Najbardziej znienawidzony zawodnik roku (1978, 1987)
  - Stanley Weston Award (2008)
  - Zawodnik roku (1981, 1984, 1985, 1986, 1989, 1992)[1]